# Spa (ville)
 (septembre 2018).
Si vous disposez d'ouvrages ou d'articles de référence ou si vous connaissez des sites web de qualité traitant du thème abordé ici, merci de compléter l'article en donnant les références utiles à sa vérifiabilité et en les liant à la section « Notes et références ».
Pour les articles homonymes, voir Spa.
Spa (en wallon : Spå) est une ville francophone de Belgique située dans la province de Liège en Région wallonne. Elle est connue pour ses eaux thermales et a donné son nom au centre d'hydrothérapie éponyme.
Spa était une destination de villégiature thermale particulièrement fréquentée dans la deuxième moitié du XVIIIe siècle par toute la noblesse européenne. C'est Joseph II, empereur du Saint-Empire romain germanique, qui en séjour à Spa à partir du 19 juillet 1781 déclara la ville Café de l'Europe. On retient qu'il s'accorda en toute simplicité un menuet aux abords du pouhon de la Géronstère où il venait de prendre les eaux. Depuis le 24 juillet 2021, la ville est classée patrimoine mondial de l'UNESCO à côté d'onze  grandes villes d’eaux d’Europe.

## Toponyme
L'étymologie du lieu serait, selon certaines hypothèses, à rapprocher du wallon spās/spōs, issu de l'ancien latin sparsa, féminin de sparsus, signifiant « épars, dispersé, éparpillé » et faisant référence à un village dont les maisons étaient éparpillées pour toutes sortes de raisons, dont — peut-être — la présence de nombreuses sources thermales.

## Géographie
Spa se situe aux confins du massif ardennais, à la porte des Hautes Fagnes dans la vallée du Wayai. Le centre-ville est entouré de collines boisées dont celle d'Annette et Lubin au nord. La ville est limitrophe des communes rurales de Theux, Jalhay, Stavelot et Stoumont dans l’arrondissement de Verviers en province de Liège.
La surface communale est de 39,89 km2 ; dont 7,9 km2 de terres bâties et connexes, 5,6 km2 de terres agricoles et 23,6 km2 de forêts et terres boisées.
L'habitat du centre-ville est axé historiquement sur le pouhon Pierre-le-Grand. Il est en grande partie constitué de maisons entre pignons du XIXe siècle, les deux tiers de la ville ayant brûlé dans la nuit du 22 juillet 1807. Les autres parcelles loties de la commune comprennent principalement des maisons unifamiliales et des villas isolées des XIXe et XXe siècles. Trois quartiers se distinguent, celui du centre-ville proprement dit, celui du Vieux-Spa et du Waux-hall.
L'industrie d'eaux minérales de Spa et de ses dérivés, Spadel SA., ainsi que la gare ferroviaire et le quartier Lieutenant Général Baron Jacques de Dixmude, se situent à l'ouest de la ville.

### Communes limitrophes

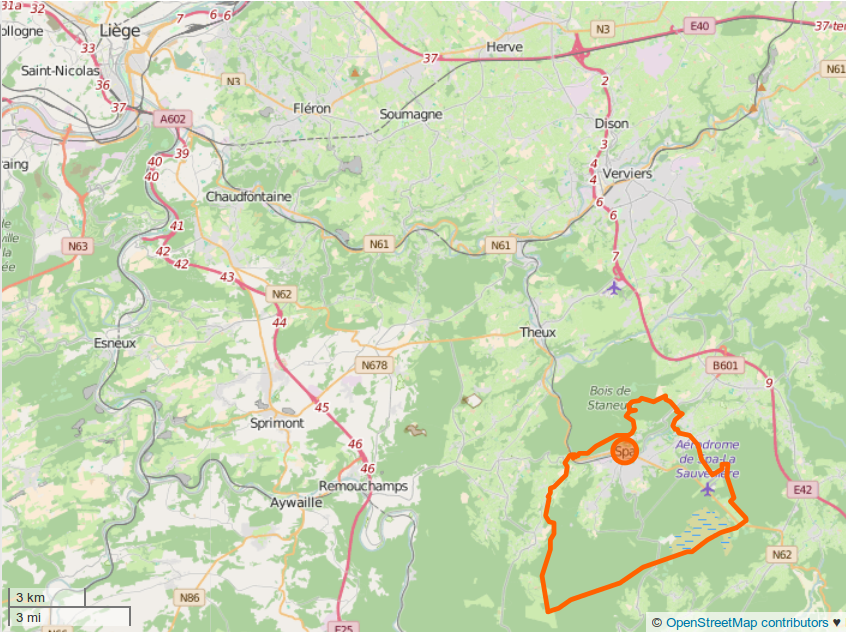

|       | Theux - Jalhay      |        |
| Theux | Spa                 | Jalhay |
|       | Stoumont - Stavelot |        |

### Réseau de communication
La commune est traversée en son centre (avenue Reine Astrid) par trois routes principales : La N697 qui rejoint à l'Ouest l'autoroute E25/A26, la N62 qui conduit vers Theux, au Nord et vers Francorchamps au Sud-Est, la N685 qui rejoint au Nord-Est l'autoroute E42/A27 à hauteur de Sart-lez-Spa. 
Les principales voies routières de Spa sont l'avenue Reine Astrid à l’Ouest, Balmoral au Nord-Est, rue de la Sauvenière au Sud-Est et rue de Barissart au Sud. Spa connaît 120 km de voiries dont 109 km de voiries communales et 11 km de voiries régionales. La voie ferrée Verviers-Spa connaît un trafic essentiellement local.
Spa, en son centre-ville, possède une zone piétonnière aménagée mais aucune piste cyclable. Un projet de réaménagement urbain complet du centre-ville a été lancé en 2007 pour assurer une mobilité partagée entre les piétons, les cyclistes et les automobilistes.

### Climat
Spa est soumis à un climat océanique tempéré ou hyper-océanique. Il se caractérise par un total annuel des précipitations assez fort et par une faible amplitude thermique. Les étés dans le domaine océanique ne sont pas secs, sauf accident. La localisation de la commune au sein de l’Ardenne et à une altitude de 319 mètres, lui donne un climat aux hivers froids (-2 à +2 °C de moyenne) et aux étés tempérés (+18 à +25 °C en moyenne).
| Mois                       | Janv | Fév | Mars | Avr | Mai  | Juin | Juil | Août | Sept | Oct | Nov | Déc | Année |
| -------------------------- | ---- | --- | ---- | --- | ---- | ---- | ---- | ---- | ---- | --- | --- | --- | ----- |
| Températures moyennes (°C) | 1,5  | 1,5 | 4,0  | 6,8 | 11,7 | 13,9 | 15,5 | 15,1 | 12,6 | 9,0 | 4,2 | 2,1 | 8,2   |
| Précipitations (en mm)     | 97   | 83  | 79   | 82  | 77   | 98   | 111  | 100  | 83   | 95  | 99  | 110 | 1114  |
| Source : meteobelgique.be  |      |     |      |     |      |      |      |      |      |     |     |     |       |

## Démographie
- Source: DGS , de 1831 à 1981=recensements population; à partir de 1990 = nombre d'habitants chaque 1 janvier[7]

## Histoire

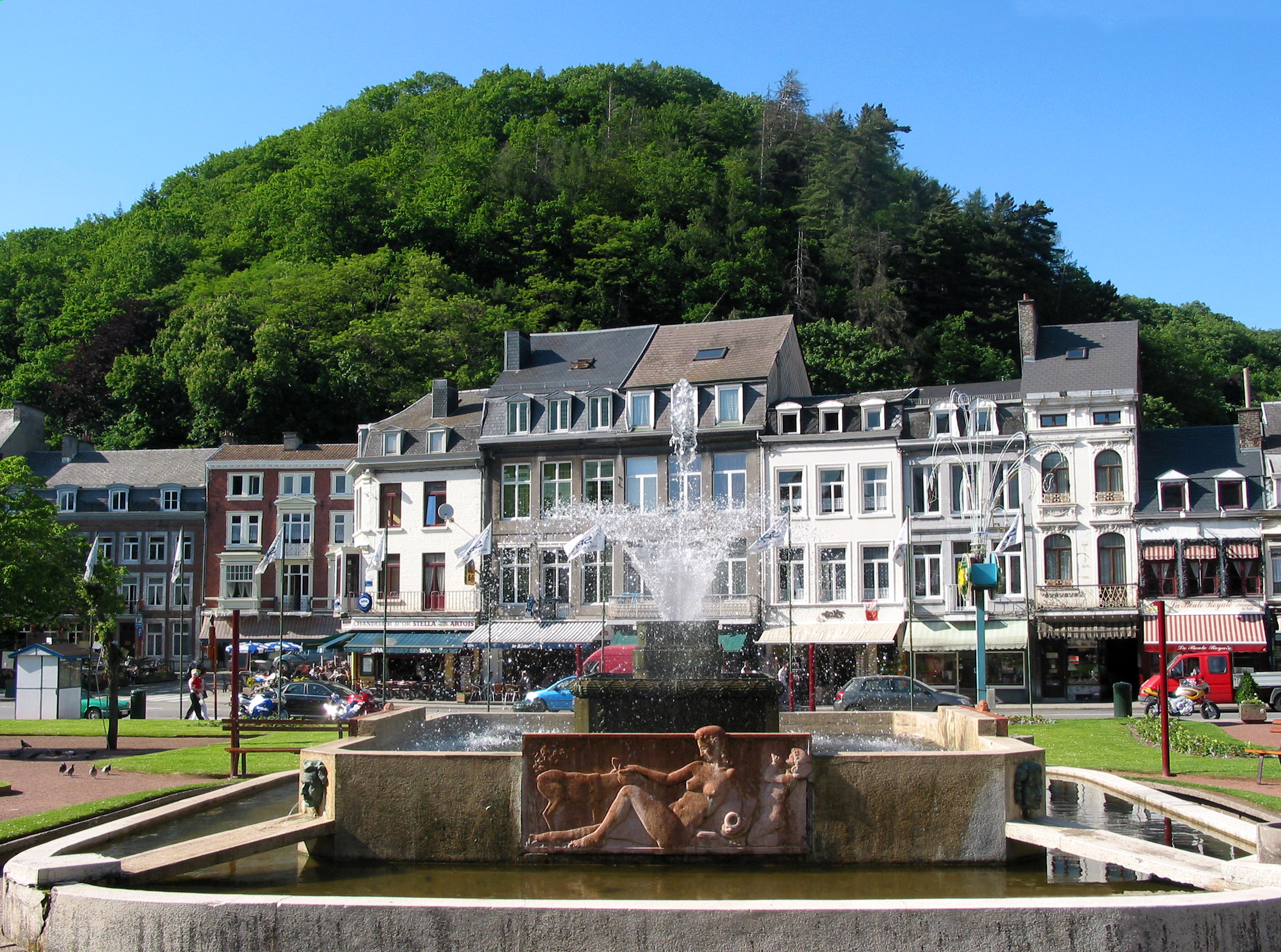
Fontaine des jardins du casino et colline d'Annette et Lubin.

Spa était au début du XIVe siècle le nom d’un lieu, d’un point d’eau, actuellement le Pouhon Pierre-le-Grand. Le bourg de Spa s’est développé, à cette époque, au sein du plus ancien centre sidérurgique du pays de Liège à l’initiative de la famille Bredar dont Collin de Spa est l’auteur. Le ban de Spa, créé vers 1335, comprenait deux concentrations urbaines, la « vilhe de Creppe » et la « vilhe » de Spas, à deux kilomètres de distance. L’industrie sidérurgique a précédé l’exploitation des eaux minérales. C’est le commerce sidérurgique qui développa les voies de communication, qui rendirent possible le développement de la ville d’eaux.

Parmi les différentes hypothèses émises sur l’origine étymologique de Spa, on retient celle de « source jaillissante », du latin sparsa « éparse » et « jaillissante » participe passé de spargere, ou, plus simplement, « espace libre » du wallon spâ et du latin spatia, pluriel de spatium.

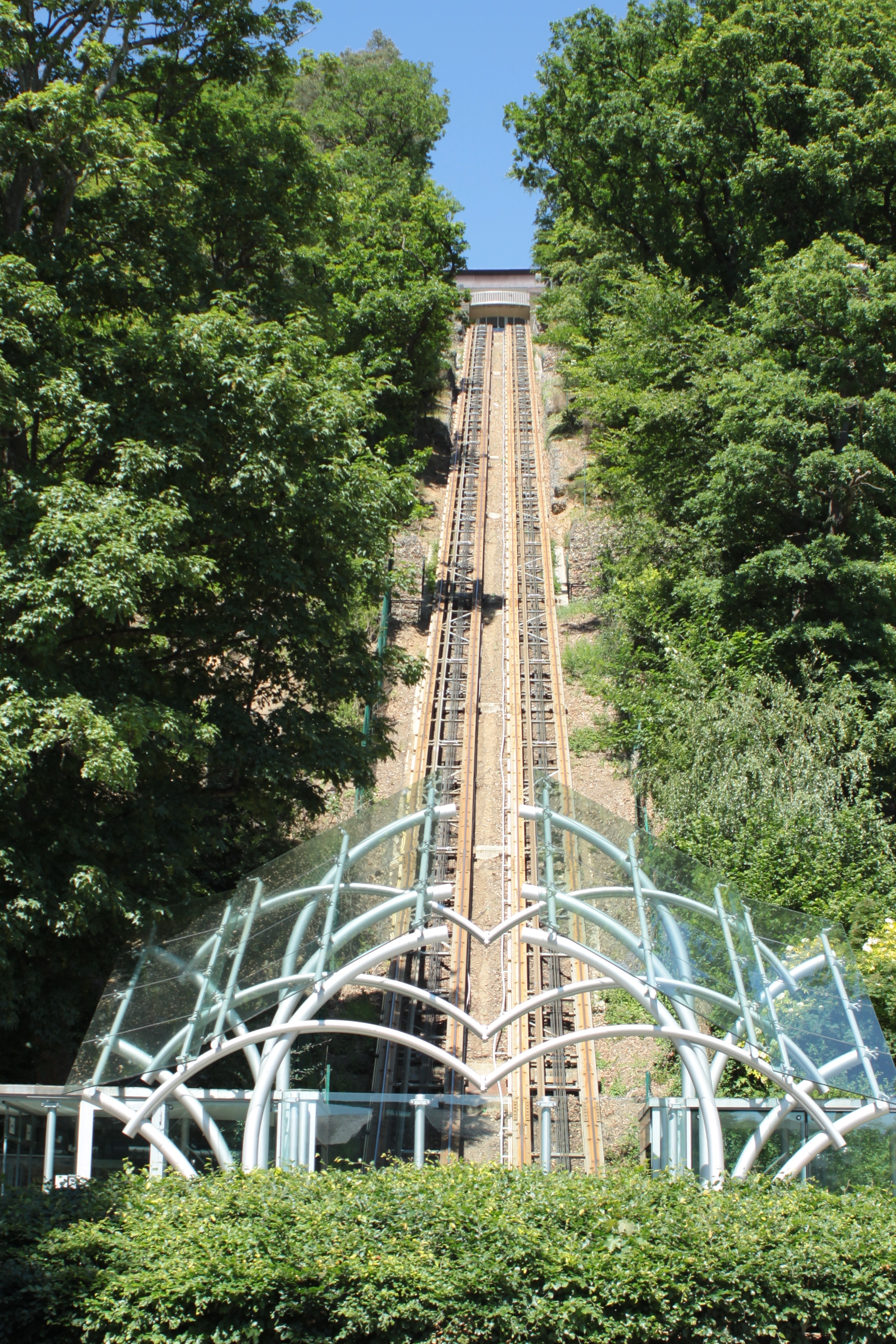
Funiculaire vers le nouveau centre de thermoludisme.

Le nom de la ville est parfois présenté comme l'acronyme de la locution latine Sana Per Aquam ; il s'agit en réalité d'un rétroacronyme, une fabrication a posteriori d'un acronyme fictif.

Spa est devenue une ville renommée grâce à ses sources d’eaux ferrugineuses. Une vingtaine d’entre elles jaillissent du sol spadois.

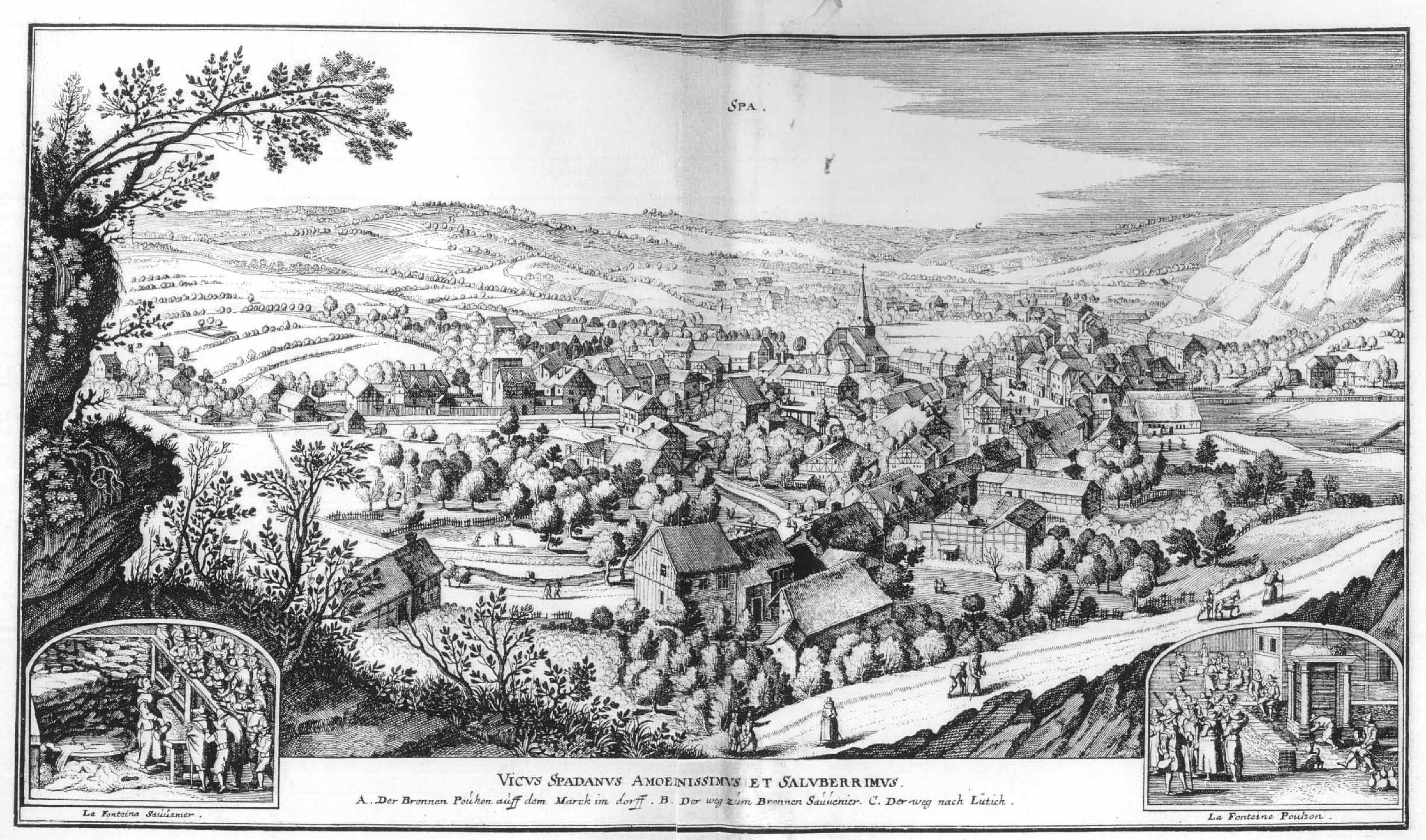
Spa, gravé par Matthäus Merian 1647. À gauche le chemin vers la source de la Sauvenière, à droite la voie vers Liège

En 1559 parut le fameux ouvrage de Gilbert Lymborh « Des fontaines acides de la forêt d’Ardenne et principalement de celles qui se trouvent à Spa ». Il fut traduit en latin, italien et espagnol. En 1547, déjà, Agustino, médecin du roi d’Angleterre, Henri VIII, séjournait à Spa et contribua à faire connaître les eaux de Spa. Les bobelins européens sont alors de plus en plus nombreux à Spa. En juillet 1565, la petite noblesse des Provinces se réunit à Spa sous prétexte d’y prendre les eaux. C’est dans l’hôtel « Aux Armes d’Angleterre » qu’elle se met d’accord en vue de s’opposer aux édits de Philippe II, austère et intolérant ; c’est l’historique « Compromis des Nobles ». En 1654, le séjour de Charles II d'Angleterre à Spa apporte une renommée encore plus grande. Dès 1699, un système postal est mis en place entre Spa et l’extérieur. À Spa, en marge des cures thermales, on s’adonnait aussi à la promenade, au jeu, à la danse et au théâtre.
En 1717, le séjour du tsar Pierre le Grand est marquant pour tout le XVIIIe siècle à Spa. Toute la noblesse européenne, et parmi les princes plus titrés, s’y retrouve chaque saison d’été dans une ambiance unique. Le terme Spa est devenu un terme générique pour le thermalisme en anglais et dans quelques autres langues.
Dès 1761, le Magistrat[Qui ?] décida de construire le premier casino moderne du continent européen, La Redoute, avec salles de bal, de jeux et de théâtre, pour répondre aux attentes de luxe des bobelins nobles.
Deux promenades arborées seront aussi tracées : celle des Quatre heures et celle des Sept heures. L’élégant jardin à la française du couvent des Capucins, ouvert tant aux dames qu’aux hommes et, chose exceptionnelle, aux badauds. Un visiteur anonyme de l’époque nous a laissé, par ailleurs, ses impressions consignées par écrit de cet âge d’or de Spa : « On voyait fréquemment à la Redoute deux cents personnes de toutes nations assister aux bals. Au temps où j’y étais, il y avait plus de trente princes titrés »[réf. nécessaire].
En 1770, un deuxième casino ouvre ses portes avec sa salle de bal et ses salons : le Waux-Hall.
En été, la ville connaissait une grande effervescence. Dans cette petite cité, il grouillait une activité intense, notamment artistique, mais surtout Spa parvint à une incroyable mise sur orbite dans le sillage des plus grandes capitales européennes ; du hameau ardennais, berceau sidérurgique du XIVe siècle, à la ville d’eau européenne du XVIIIe siècle, que de chemin parcouru !
« À Spa, dès 7 heures du matin, les rues étaient remplies de bruits extraordinaires que causaient les cavaliers, quelques fois au nombre de cent cinquante ». Mme de Genlis nous donne un témoignage de cette époque en 1782 dans Adèle et Théodore : « Le charmant, le délicieux séjour que Spa ! Oh, je serai malade tous les ans pour y revenir ! ... on y trouve tout, du monde, du jeu, des fêtes, de la dissipation, de la solitude, de la liberté... que n' y êtes-vous ! Rien n' y manqueroit. ». Voltaire écrit le 6 juillet 1772 à la marquise du Deffant : « Je crois votre M. de Gleichen à Spa, où il y a grande compagnie ».
Giacomo Casanova décrit pour sa part la station thermale comme « cet enclos où toutes les nations d'Europe accourent une fois l'an, en été, pour y faire mille folies ».

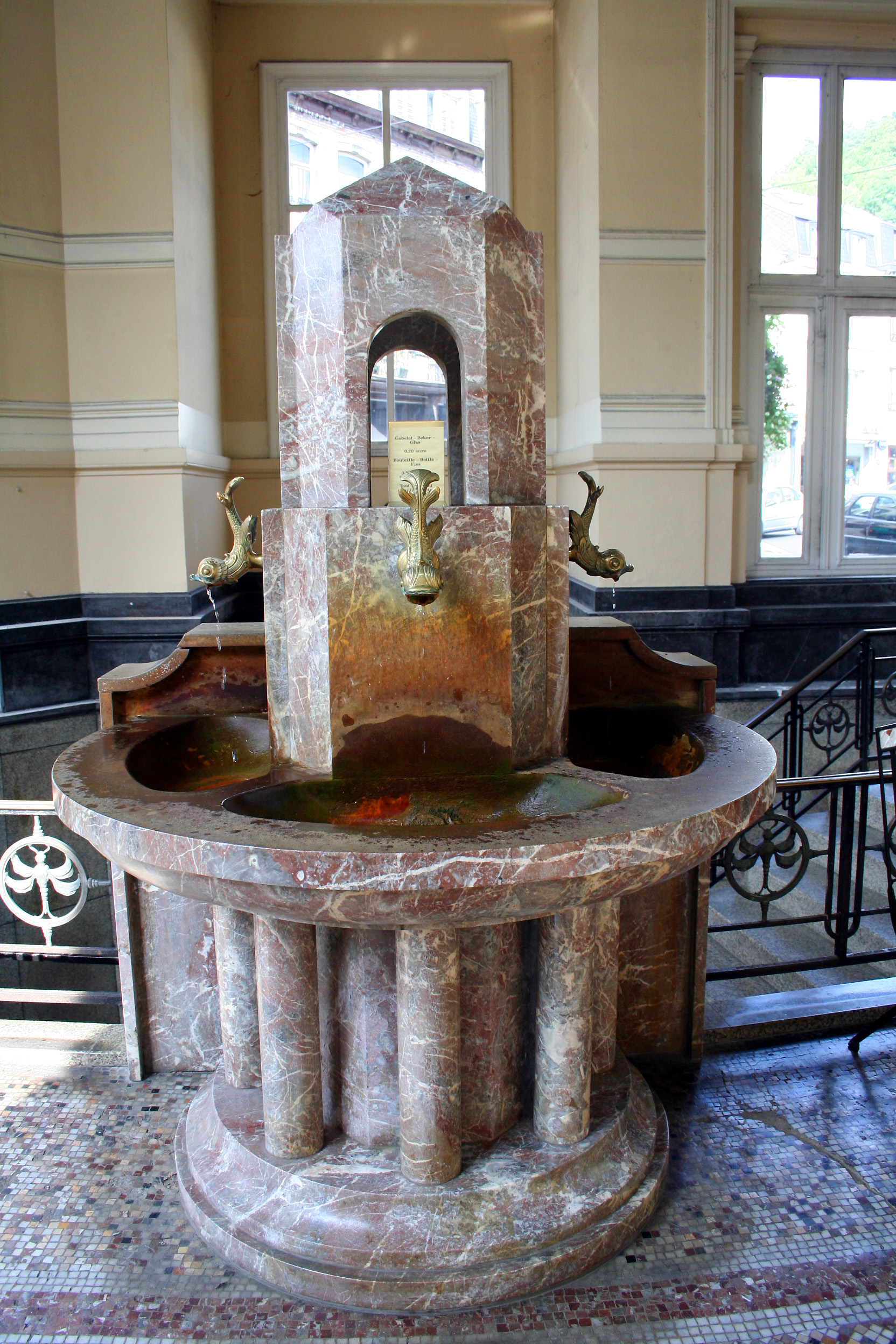
Fontaines intérieures du « pouhon » Pierre le Grand.

Pour satisfaire pleinement au confort et plaisirs des bobelins de Spa, il s’est ouvert, à mesure des années et de l'affluence des visiteurs, des boutiques « internationales » d’horlogers, de bijoutiers, de porcelaine de Saxe, de lingerie, de librairies, etc. et autant de métiers de coiffeurs, de perruquiers, de pâtissiers, de musiciens… « Pendant une vingtaine d’années, Spa devient de plus en plus florissant ; les étrangers se disputaient la gloire de donner des fêtes très brillantes, des courses de chevaux, etc. Plus de 20 à 25 marchands de Cambrai, en batiste, en linon, autant de perruquiers et coiffeurs encombraient les rues, 4 bijoutiers, 3 horlogers avec des boutiques bien assorties en montres et pendules, des opticiens, des marchands d’estampes, un superbe magasin de Saxe  ». En 1784, Robert de Limbourg rapporta dans le Pays de Liège, à Spa, le premier parapluie venu d'Angleterre. Spa était le Café de l'Europe, une capitale en miniature, l'endroit où toute innovation de luxe paraissait bien avant que tout autre agglomération des Pays-Bas. Au XVIIIe siècle, Spa exporte aussi annuellement jusqu'à 250 000 bouteilles  de ses eaux médicinales partout en Europe.

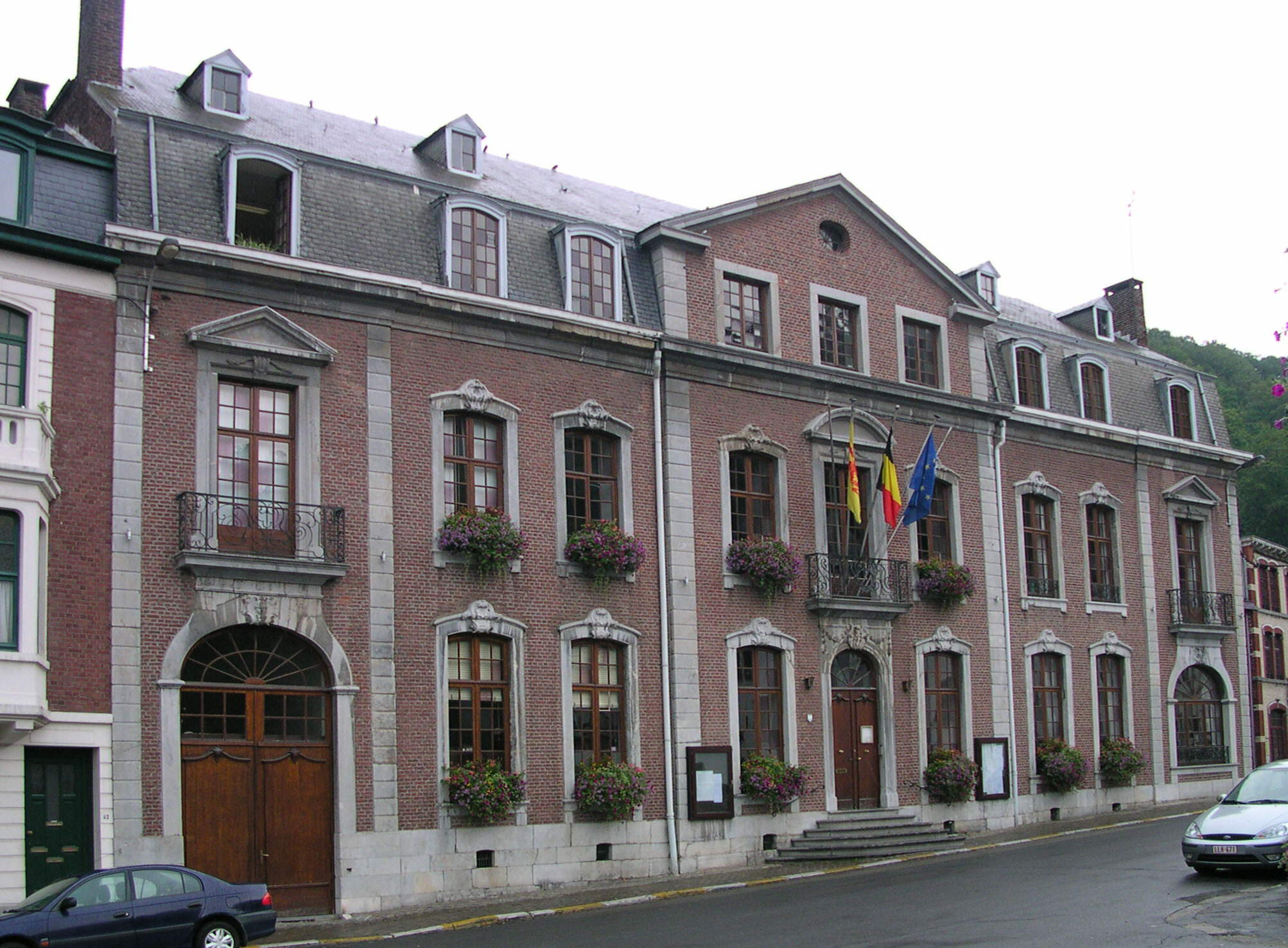
Le Grand Hôtel de Spa (fin XVIIIe siècle).

Les Jolités de Spa, ou ouvrages de Spa, font aussi le bonheur des bobelins ; on achetait de magnifiques nécessaires de toilette, des boîtes de Spa, des lavis représentants les environs, des objets décoratifs en ivoire finement tourné, etc. Les dynasties des Dagly, Leloup et Xhrouet en sont représentatives. Lorsque Gustave III de Suède, séjourna à Spa, il alla rendre visite au fameux tourneur, Lambert Xhrouet ; celui-ci tourna devant le souverain, en un instant, dans un bloc de glace, une coupe à champagne admirablement ciselée, dans laquelle le roi but à la santé et au succès de l’habile artisan.
Autre aspect de ce « Café de l’Europe », on y croisait à peu près toutes les langues. Les Anglais étaient friands de séjours à Spa et y étaient nombreux à représenter les anglophones. Par ailleurs, Spa, la francophone, se trouvait aux confins de la Rhénanie, germanophone, des Pays-Bas du Sud, néerlandophone à sa frontière, et était voisine, par sa principauté de Liège, du royaume de France. Chaque visiteur y apportait un peu de sa culture, sans oublier que les spadois parlaient, entre eux, le wallon liégeois.
Il s'y mélange aussi, sur le modèle des salons parisiens des Lumières, les artistes, les intellectuels, les aristocrates, les hommes d’église, etc., de toute l’Europe, le tout dans une ambiance décontractée, loin de l’étiquette rigide de certaines cours de l’époque. Les différents cultes, ou la loge maçonnique, y étaient aussi représentés et pratiqués, dans un respect et une neutralité garantie.

### Révolution liégeoise
L'« affaire des jeux de Spa, » sera à l’origine de la révolution liégeoise de 1789 à 1794. Le privilège donné par le prince-évêque de Liège, Jean-Théodore de Bavière, aux associés de la Redoute, salle d’assemblée, contre monnaie sonnante et trébuchante, puis les procès faits entre la Redoute et leur concurrent du Waux-Hall, fort de ce privilège, enfin l’arrivée d’un troisième concurrent, le salon Levooz, remettant une nouvelle fois le privilège en question, furent l’objet d’âpres discussions politiques et juridiques en principauté de Liège. Celles-ci, donnèrent lieu à une stigmatisation de l'Ancien Régime et furent l'élément déclencheur de la révolution liégeoise qui chassa le prince-évêque. En même temps se déroulait le soulèvement belge chassant le régime autrichien. Le résultat en fut la création des États-belgiques-unis. Mais les Autrichiens revinrent en force, tandis que le prince-évêque se réinstallait[réf. nécessaire].

### De la France à l'indépendance de la Belgique
En 1794, la principauté de Liège perdit son indépendance vieille de huit siècles, étant rattachée à la France comme département de l'Ourthe. En 1807, un incendie détruisit plus des deux tiers de la ville.
« Après l'écroulement du Premier Empire français, le traité de Vienne réunit à nouveau la Belgique aux Pays-Bas et au Luxembourg (qui devenait un grand-duché indépendant, propriété du roi des Pays-Bas). Sous le règne de la maison d'Orange, Spa bénéficia sérieusement de la protection de Guillaume II des Pays-Bas. En 1821, un bâtiment abrita la Fontaine du Pouhon. Les Fontaines extérieures furent reliées à la ville par des avenues ombragées. Les promenades en montagne furent créées en 1824, la Place Royale en 1826, les premiers bains publics furent ouverts en 1827. »
Après l'éclatement de la révolution belge, le 15 août 1830 à Bruxelles, le Gouvernement provisoire réunit le Congrès national le 10 novembre qui proclama l'indépendance de la Belgique. Il décida que le pays serait une monarchie constitutionnelle, représentative et héréditaire. Il promulgua sa Constitution le 7 février 1831 et les Spadois pétitionnèrent avec la majorité du parlement afin d'obtenir pour roi le prince Léopold de Saxe-Cobourg. Celui-ci fut élu le 4 juin 1831.

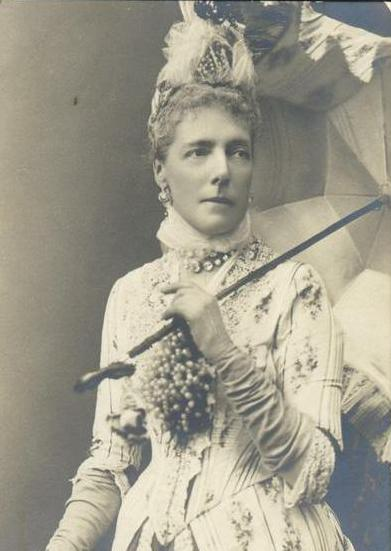
La reine Marie-Henriette établit sa résidence à Spa (ici vers 1875).

En vue de développer le commerce belge, Charles Rogier présenta en 1834 un projet de construction de chemin de fer. Le 5 mai 1835, la première ligne du continent européen, Bruxelles-Malines, était inaugurée. La ligne 44 : Spa – Pepinster entra en service en 1854 et Spa – Luxembourg en 1865. L'organisation du service postal fut instaurée en 1840. Les lignes télégraphiques commencées en 1846 atteignirent Spa en 1856. Une usine à gaz édifiée à l'entrée de la ville, Avenue du Marteau, apporta, à partir de 1856, le premier système moderne d'éclairage et de chauffage. Un nouvel établissement des bains, qui avait été construit à l'entrée du Parc de Sept-Heures en 1840, en bénéficia pour développer ses moyens de cure, notamment la balnéothérapie.
Deux monuments de Spa, du milieu du XIXe siècle, témoignent des personnages prestigieux qui y ont séjourné : Le tableau monumental, Le Livre d'Or de Spa (1852), du peintre Antoine Fontaine exposé dans le jardin d’hiver du pouhon Pierre le Grand reprenant 94 personnalités et la fontaine monumentale (1862) réalisée par le sculpteur Jacques Jacquet, rue de la Sauvenière, reprenant les noms gravés dans la pierre de 170 illustres visiteurs. La Liste des seigneurs et des dames  en séjour à Spa, sorte de premier journal de Spa, était publiée chaque saison et les Amusemens des eaux de Spa livre publié pour la première fois en 1734, décrivait la vie à Spa, ses distractions, ses plaisirs, bref, les amusements de Spa.
Léopold II de Belgique succèda à son père en 1865. Il avait épousé en 1853 l'archiduchesse d'Autriche Marie-Henriette. Pendant près de cinquante ans, la reine Marie-Henriette passa la saison d'été à Spa. En 1877, le roi et la reine assistèrent à l'inauguration des tribunes de l’hippodrome de la Sauvenière. Le 29 juin 1879, ils apprécièrent l'avancement des travaux de construction du Pouhon Pierre le Grand et le roi contresigna peu après la loi de protection des eaux minérales de Spa. En 1880, la rivière du Wayai fut recouverte dans sa traversée du Parc de Sept-Heures où l'on édifia deux pavillons et la galerie Léopold II. En 1895, le couple royal acquit l'Hôtel du Midi, avenue du Marteau et le transforma en résidence royale. Le premier meeting automobile se déroula à Spa, le 10 juillet 1896 en présence du prince Albert. Le vendredi 19 septembre 1902, dans la soirée, le glas annonça le décès de Sa Majesté la reine Marie-Henriette qui s'était installée à Spa. Les funérailles se déroulèrent le 22 septembre en présence du roi et du prince héritier Albert.

### Première et Seconde guerre
Lors de la Grande Guerre, Spa fut un des centres de convalescence allemands les plus importants de 1914 à 1917. 

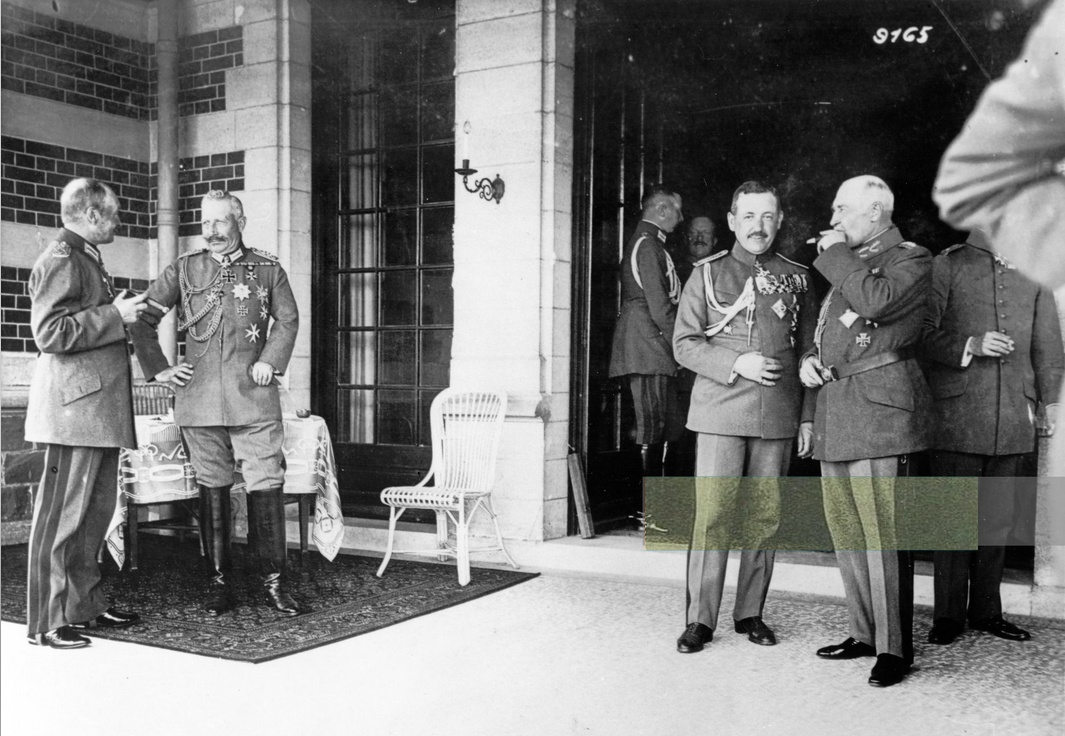
Le haut commandement allemand en 1918 à la Villa du Neubois.

À la demande d'Erich Ludendorff, le Kaiser Guillaume II ordonne l'installation du grand quartier général au début de l'année 1918 : à partir du mois de février les services de l'OHL emménagent dans les Hôtels de la ville. Le souverain établit sa résidence au Château de  la Fraineuse. La ville accueille alors de nombreux responsables politiques de la quadruplice : en mai et en août, se tiennent notamment les deux dernières conférences regroupant l'empereur allemand Guillaume II et l'empereur-roi Charles Ier. Réunies à l'Hôtel Britannique, ces conférences ont pour but de définir la politique du Reich au fil de la dégradation de la situation militaire des puissances centrales. Ainsi, le 29 septembre, Guillaume II est obligé d'accepter la défaite de ses armées, d'ordonner l'ouverture de négociations de paix avec les Alliés et d'impulser une réforme fondamentale de l'empire allemand. Enfin, le 9 novembre 1918, Guillaume II abdique à Spa et renonce aux trônes d'Allemagne et de Prusse.
En 1920, la conférence de Spa est une de celles qui traitèrent des réparations dues par le Reich vaincu aux Alliés.
La Seconde Guerre mondiale vit Spa réoccupée par les Allemands mais échappa à la bataille des Ardennes en 1945 qui s’arrêta juste à ses portes.

### Après-guerre
Les années 1950 puis 1960, amenèrent progressivement au développement du tourisme de masse. Ce sont les décennies du tourisme social aussi, avec une fréquentation de plus en plus nombreuse d’une clientèle flamande et hollandaise. Le tourisme de délassement prend le pas sur l’aspect thermal de Spa.
Les années 1980 et 1990, annoncent le début d’un renouvellement de l'infrastructure et du rayonnement de Spa. En 1994, un nouveau festival de chanson française est créé : les « Francofolies » 
En 1997, le domaine de Spa-Bérinzenne ouvre le Centre d'éducation relative à l’environnement dont une des spécialités est l'eau.

### XXIesiècle
En 2005, un tout nouveau centre de « thermoludisme » voit le jour sur la colline d’Annette et Lubin avec vue panoramique sur la ville. Il est directement relié par funiculaire au cœur de la ville et à un nouvel hôtel de luxe.
Conçu en 1921, le circuit automobile de Spa-Francorchamps renouvelle complètement son infrastructure en 2007 pour se conformer aux standards internationaux, ce qui l'autorise à accueillir chaque année, le Grand-Prix de Formule 1 de Belgique.
La commune se voit accorder le titre de ville le 19 juillet 2018 par décret du Service Public de Wallonie.

## Héraldique
|  | La commune possède des armoiries qui lui ont été octroyées le 2 septembre 1878. Les armes de Spa blasonnent d'un pouhon stylisé abrité par un monument de facture néoclassique le recouvrant entouré d’un muret de protection ouvert en sa façade. Le monument est surmonté d’un bandeau d'azur portant les inscriptions « Spa-Pouhon ». Les couleurs de la ville sont le jaune et le bleu. Le pouhon stylisé est inspiré du monument qui abritait le pouhon Pierre-le-Grand jusqu'en 1820. Sous l'Ancien Régime, le blason était d’usage courant dans les villes d’eaux. Il était d’usage que le curiste laisse ses armoiries à l’hôtel dans lequel il avait séjourné en reconnaissance des bienfaits des eaux du lieu. À Spa, de nombreux hôtels s'en sont trouvés enseignés par exemple, « Aux Armes d’Angleterre », « Au duc d’Orléans », « Au Roi de Pologne », etc. Blasonnement : Sur écu d'argent, la niche du Pouhon, tournée vers la droite, maçonnée au naturel sur un carcelage de même, avec une banderole d'azur posée au-dessus en exergue, et portant les mots: "Spa. Pouhon." en lettres d'or. Source du blasonnement : Heraldy of the World. |

## Politique et administration

### Collège et conseil communal 2024-2030
| Collège communal   |                   |                        |
| ------------------ | ----------------- | ---------------------- |
| Bourgmestre        | Nicolas Tefnin    | MR - MRuc              |
| 1er Échevin        | Alda Greoli       | Les Engagés - Pluriel! |
| 2e Échevine        | Wee Min Kuo       | MR - MRuc              |
| 3e Échevin         | Baptiste Grignard | PS - Pluriel!          |
| 4e Échevin         | Jean-Pierre Litt  | MR - MRuc              |
| Présidente du CPAS | Ludivine Desonay  | Les Engagés - Pluriel! |

### Administration
La ville de Spa est le chef-lieu de l’entité ou commune de Spa dont le code postal est 4900, comprenant outre la ville elle-même, plusieurs villages et hameaux. La commune fait partie de l’arrondissement de Verviers en Province de Liège, Région wallonne, Communauté française de Belgique, Belgique et Union européenne.
Spa dispose, en fonction de sa population de 10 500 habitants, de 21 conseillers communaux. Le collège des bourgmestre et échevins élu en 2018 pour six ans par les 6750 votants (NB : obligation de vote en Belgique) compte le bourgmestre et cinq échevins. Il comprend dix commissions et groupes de travail multipartis, en rapport de représentation avec la composition politique de son assemblée : Finances ; Travaux et Environnement ; Patrimoine et Mobilité ; Affaires sociales, Logement et Famille ; Classes moyennes et Emploi ; Sport ; Jeunesse ; Accueil extra-scolaire ; Conseil consultatif de la personne handicapée ; Groupe de travail « Rationalisation d’énergie ».
Spa fait partie de la circonscription électorale de Verviers pour les élections régionales, de la circonscription provinciale (Province de Liège) pour les élections fédérales belges et du collège électoral francophone pour les élections européennes.

### Sécurité
Spa fait partie de la zone de police locale 5287 qui regroupe Jalhay, Spa et Theux, nommée « zone des fagnes » de l’arrondissement judiciaire de Verviers. Ce corps de police locale a son antenne spadoise, avenue Reine Astrid, 234, et exerce ses activités sous l’autorité des trois bourgmestres de ces communes pour l’ensemble de la zone.

### Budget et fiscalité
En 2007, les budgets ordinaire et extraordinaire réunis de la commune de Spa comprenaient 34 millions d’euros de recettes pour 27,5 millions de dépenses. Spa compte 290 agents communaux.

### Jumelage
Spa est jumelée avec trois localités françaises et une localité italienne : 
- Cabourg, département du Calvados (France) ;
- Eguisheim, département du Haut-Rhin (France) ;
- La Garde, département du Var (France) ;
- Gabicce Mare (Italie) (province de Pesaro et Urbino)

## Patrimoine et culture

### Patrimoine architectural et sites
L'architecture de Spa aujourd'hui se caractérise par un mélange et une diversité d'époques juxtaposées du XVIIIe au XXe siècle.
L’habitat de ses origines était d'architecture espagnole et de style hollandais des XVIe et XVIIe siècles. À la fin de ce dernier, Spa comptait quelque deux cents maisons et mille trois cents habitants. 
Vers 1650, avec la présence de plus en plus importante de bobelins, de nouveaux hôtels seront construits. L’un des plus vastes fut celui de la Fontaine d'Or. Il était situé à l'emplacement actuel des Bains de Spa construits pour sa part en 1861. L’hôtel avait la particularité d'être alimenté en eau par conduites enterrées à partir d'une source du couvent des Capucins, en amont. La Fontaine d'Or était bâti sur le schéma d'une ferme en carré brabançonne d'environ trente mètres de large sur quarante mètres de long. En 1650, cette construction entourée de murs sur ses quatre côtés, comme une forteresse, était une initiative privée répondant aux menaces pesant sur le marquisat de Franchimont. Cette région était alors parcourue sans cesse par des troupes franches qui se livraient au pillage. D'ailleurs, pour parer à l'insécurité des habitants, le prince enjoignit aux principales villes de Franchimont : Verviers, Theux et Spa, d'élever des murailles autour des bourgs, d'y pratiquer des portes, et de placer à ses entrées des corps de gardes bourgeoises. 
Le XVIIIe siècle vit la ville se parer de nouveaux hôtels de maître et de maisons d'Assemblées de style néo-classique. Entre 1748 et 1781, le nombre de maisons nouvelles à Spa s’est élevé à cent quatre-vingt. Les maisons privées en pan de bois sont remplacées par des constructions de brique et pierre de taille à toit d'ardoises ou de tuiles. La ville compte alors près de deux mille cinq cents habitants. En 1770, on comptait déjà sur le plan des frères Caro, plus d’une centaine d’hôtels. L'incendie des deux tiers de la ville le 22 juillet 1807, fit disparaître de nombreuses constructions. La plus ancienne maison de Spa subsistant aujourd’hui est l'hôtel du Grand Maur, datant de 1740.
Dès 1762, la construction de la Redoute, premier casino moderne du continent européen, engendra de nombreuses et nouvelles initiatives architecturales. La Redoute de Spa était, d'après les dires de contemporains, la plus jolie et la mieux entretenue en Europe de ce que l'on appelait des maisons d’assemblée, c'est-à-dire des lieux construits par des propriétaires privés pour y accueillir le public. Elle comprenait une salle de bal, un théâtre et une salle de jeux. 
Le XIXe siècle, celui de la renaissance de Spa sur ses cendres de 1807, vit l'érection de nombreuses constructions dont les bains (1862-1868), le pavillon des Petits-jeux et la galerie Léopold II (1878) du parc des Sept-Heures, l’église Notre-Dame et Saint Remacle (1885) et quelques villas et châteaux privés de la haute bourgeoisie de la fin du siècle, comme le château d’Alsa (1869) ou la Villa des Fleurs (1880).
Le XXe siècle à Spa, poursuivit avant guerre la période de la fin du XIXe siècle. Il y fut alors construit plusieurs immeubles de style Art nouveau comme la Maison Charlier ou la Villa Henrijean. On compta à Spa, cinq cents « maisons de plaisance », villas et châteaux, dont trois cent quarante aux alentours du centre-ville dans de larges propriétés boisées comme le manoir de Lébioles de 1905. D’ordre privé, il n’en reste que quelques dizaines reconverties souvent en maisons de retraite ou villégiature de luxe proposées en location.
Le XXIe siècle s'ouvrit en 2006 sur une initiative politique et architecturale majeure : un nouveau centre thermal relié par funiculaire, à travers la colline boisée d’Annette et Lubin, à un nouvel hôtel de luxe au centre-ville aux normes architecturales internationales. 

#### Monuments et lieux touristiques
Voir aussi : Liste du patrimoine immobilier classé de Spa

##### Pouhon Pierre-le-Grand

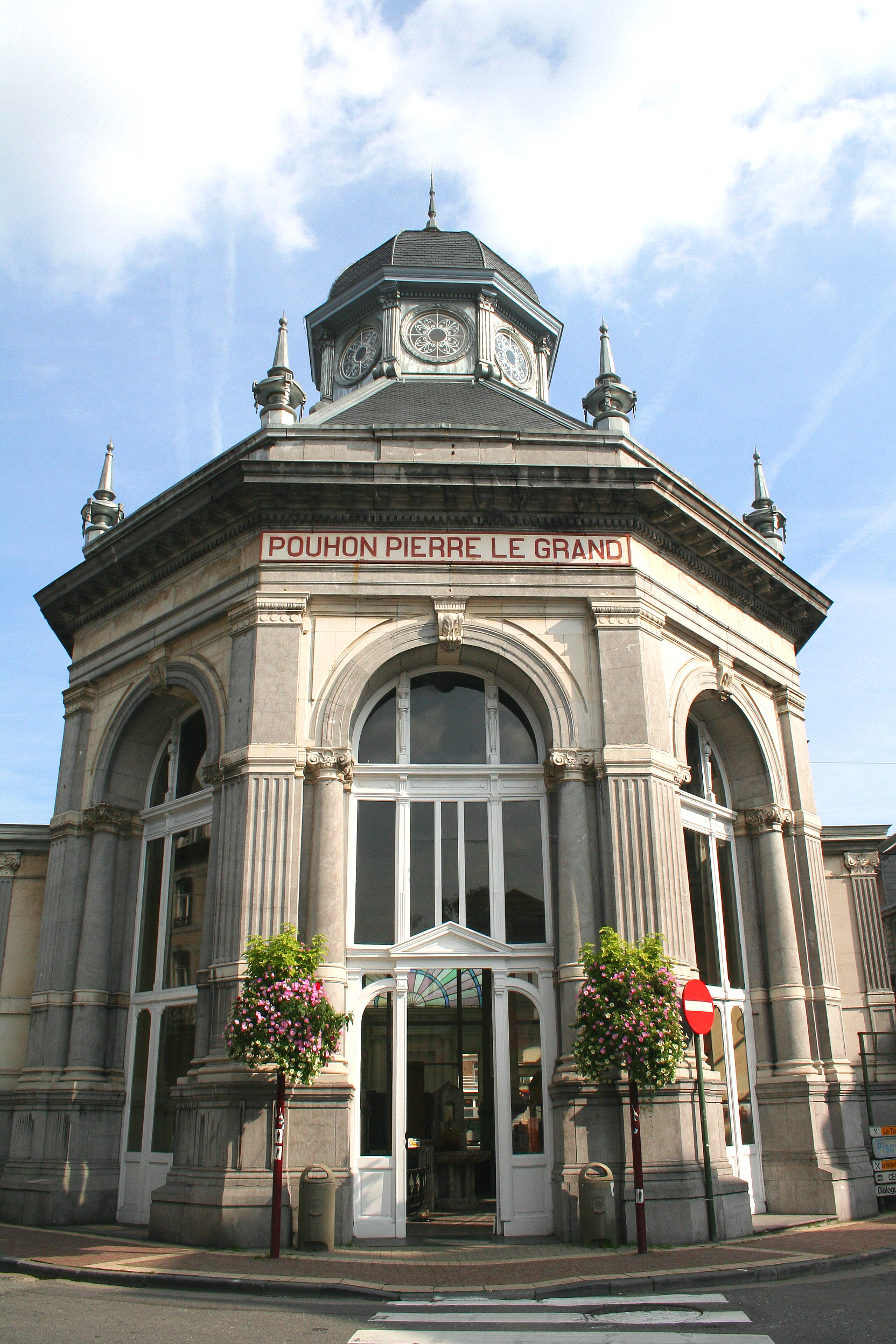
Pouhon Pierre-le-Grand.

Le Pouhon Pierre-le-Grand, au centre de la ville, est le monument le plus emblématique de Spa. Cette source est en effet à l'origine du bourg de Spa dans son développement de ville d’eaux. Au XVIe siècle, la source était simplement entourée d'un édicule circulaire couvert d'une coupole. Vers 1570, on le remplaça ensuite par un petit bâtiment carré puis surmonté d'un fronton triangulaire. En 1820, un nouveau monument plus important fut construit par le prince d'Orange, Guillaume Ier des Pays-Bas. C'est à ce moment que le pouhon prit le nom de Pierre-le-Grand en mémoire de son illustre visiteur à Spa en 1717. Le bâtiment actuel, dessiné par l’architecte Victor Besme, a été inauguré le 4 juillet 1880. Il est composé d’un pavillon octogonal qui abrite la source et d’un jardin d’hiver attenant où figure l’œuvre du peintre spadois, Antoine Fontaine.

##### Tableau: Le Livre d'Or
Le Livre d'Or, tableau monumental de dix mètres sur trois (1894), reprend 94 personnalités marquantes et de grand renom qui ont séjourné à Spa. Pour n'en citer que quelques-unes parmi elles : la reine Margueritte de Valois (1577), Juste Lipse (1591), Descartes (1645), Charles II d'Angleterre(1654), la reine Christine de Suède (1655), le tsar Pierre-le-Grand (1717), Joseph II (1781), Louis-Philippe Ier, roi de France (1787), le duc de Wellington (1818), Alexandre Dumas (1857), Victor Hugo (1864), Offenbach (1870), la princesse Margueritte, reine d’Italie (1874), Guillaume III des Pays-Bas (1882), Léopold II, roi des Belges, Nassereddine, shah de Perse (1889). Le peintre a pris douze années pour réaliser son œuvre. Le tableau a été rénové en 1987.

##### Sources et bâtiments liés au thermalisme
D'autres sources, fontaines et pouhons méritent la visite. La source de la Sauvenière, la plus ancienne, le pouhon Prince de Condé (1774), recouvert d’une pyramide de verre, celle de la Géronstère (1651), dont le pavillon et le temple d'eau ont été restaurés en 1979, la fontaine du Tonnelet ou la source de Barissart. La fontaine monumentale (1862) réalisée par le sculpteur Jacques Jacquet, rue de la Sauvenière, reprend les noms gravés dans la pierre de 170 illustres visiteurs de Spa.
Les Bains de Spa ont été construits par la volonté du bourgmestre Joseph Servais de 1862 à 1868. Ils créèrent un important développement de la cure de thermalisme à Spa. Le bâtiment magistral est l'œuvre de l'architecte Léon Suys.
Charles-Henri Thorelle fut chargé de la taille et de la sculpture des pierres de France. Les statues de la façade et des côtés sont les œuvres de Jacques Van Omberg et des Frères Van Den Kerkhove. Le vestibule d'entrée et les salons de repos ont été décorés par le peintre Carpey. Ce monument remarquable, fermé à l’exploitation thermale en 2005, n’est cependant pas ouvert à la visite.

##### La Redoute
Le Casino de Spa, héritier de la Redoute, construit à partir de 1762 à l'initiative des cobourgmestres Lambert Xhrouet et Gérard de Leau pour devenir le premier casino du continent européen, sera à l'origine du développement de nouveaux fastes de la petite cité au XVIIIe siècle. Une volonté de rénovation en 1904 et deux incendies en 1909 et 1917 ont eu raison de son architecture initiale. Le Casino actuel date de 1929. Ce monument, lieu historique pour la ville et pour ses visiteurs, offre aujourd'hui un casino (salles de jeux), un théâtre, des salles de réceptions polyvalentes, la bibliothèque communale et le centre culturel.

##### Waux-Hall
Le Waux-Hall, fut construit en concurrence de la maison d'Assemblée, la Redoute, et ouvrit ses portes en 1770. En 1999, le Waux-Hall fut inscrit sur la liste de sauvegarde de l’Institut du Patrimoine wallon. 

##### Autres bâtiments remarquables
L'Hôtel de Lorraine, en 1767, Lambert Xhrouet, bourgmestre y habitait, en face du Pouhon. L'Hôtel de Lorraine était anciennement enseigné Au Léopard (1669), propriété de Mathieu-Antoine Xhrouet, peintre et bourgmestre de Spa en 1724. Il fut appelé Hôtel de Lorraine en 1730, démoli et reconstruit en style Louis XV vers 1760. 

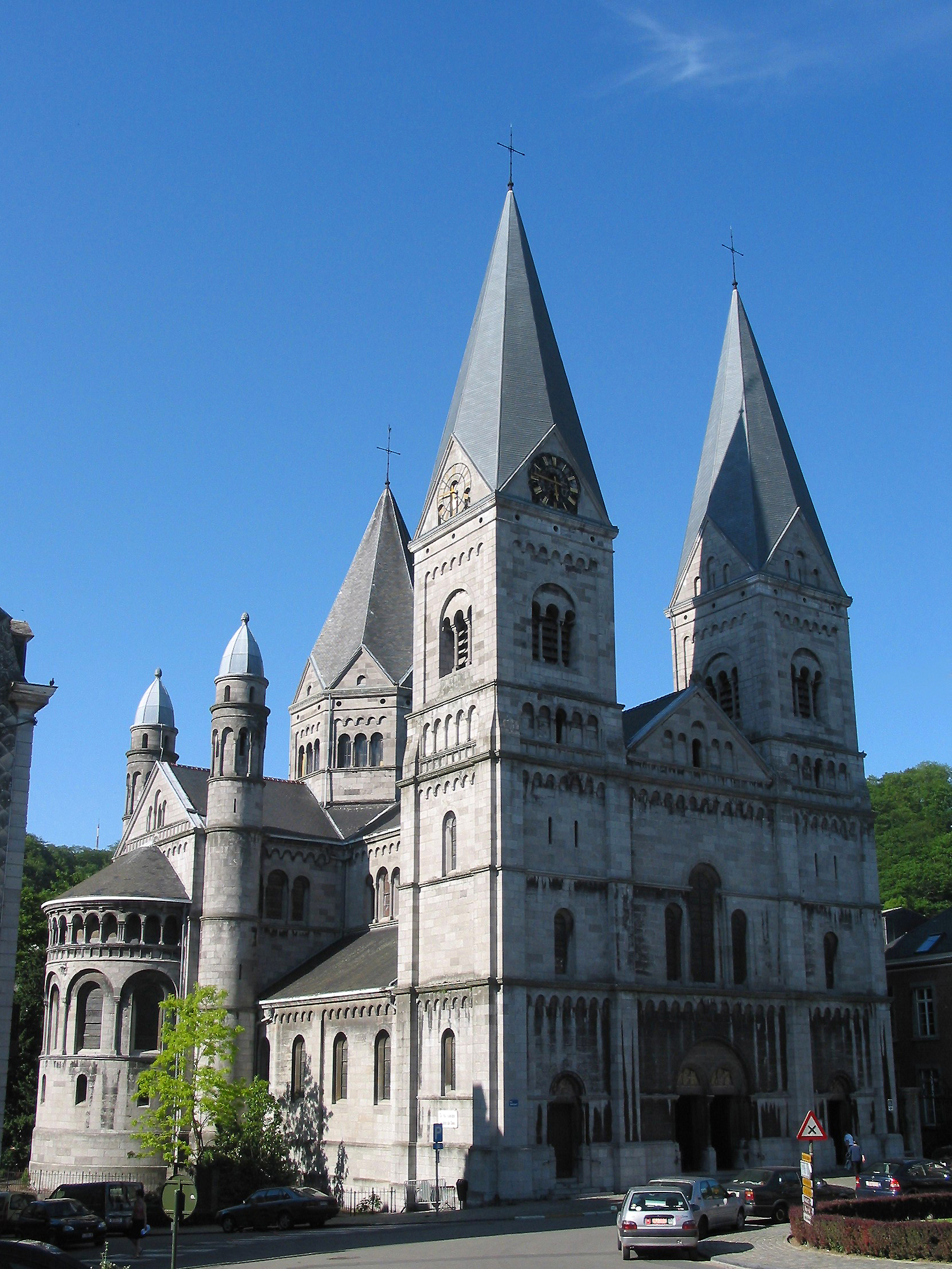
Église Saint-Remacle de Spa.

Le Grand Hôtel, en 1772, Lambert Xhrouet charge Barthélemy Digneffe, l'architecte de la Redoute, de construire, place de l'Entrepôt, aujourd'hui dénommée place de l’Hôtel de Ville, un hôtel. Le bâtiment fut ensuite racheté par John Cockerill père, sans succès, passa au comte de Cornelissen puis, abrita successivement une école industrielle et commerciale qui deviendra l'École Moyenne pour garçons, puis l’École de Musique et l'École Moyenne des Filles. Restauré en 1925 et classé en 1934, il accueille depuis 1941 l'Hôtel de ville de Spa. Face à lui se trouve le perron de Spa, symbole des franchises communales accordées en 1594 par le prince-évêque de Liège. Le perron actuel date de 1674. Il fut initialement édifié sur la place du marché. En 1890, il a été réédifié sur la place de l'Hôtel de Ville. Depuis 1898, il surmonte une fontaine. Le bâtiment de l'Hôtel de Ville n'est pas ouvert à la visite.
Au tout début du XXe siècle, l'art nouveau est en plein essor.
De nombreux édifices de ce style sont visibles à Spa comme la Maison Charlier au centre-ville ou encore la Villa Henrijean, avenue du Professeur Henrijean.
L'église Notre-Dame et Saint-Remacle a été construite en 1885 dans le style roman-rhénan (École de Cologne) sur l’emplacement d’édifices antérieurs dont le premier date du XVe siècle. L’architecte Eugène Charpentier de Belœil dirigea les travaux et C. Sonneville réalisa les aménagements intérieurs. Une statue en bois polychrome de Saint-Remacle du XVIe siècle y est présentée au public.

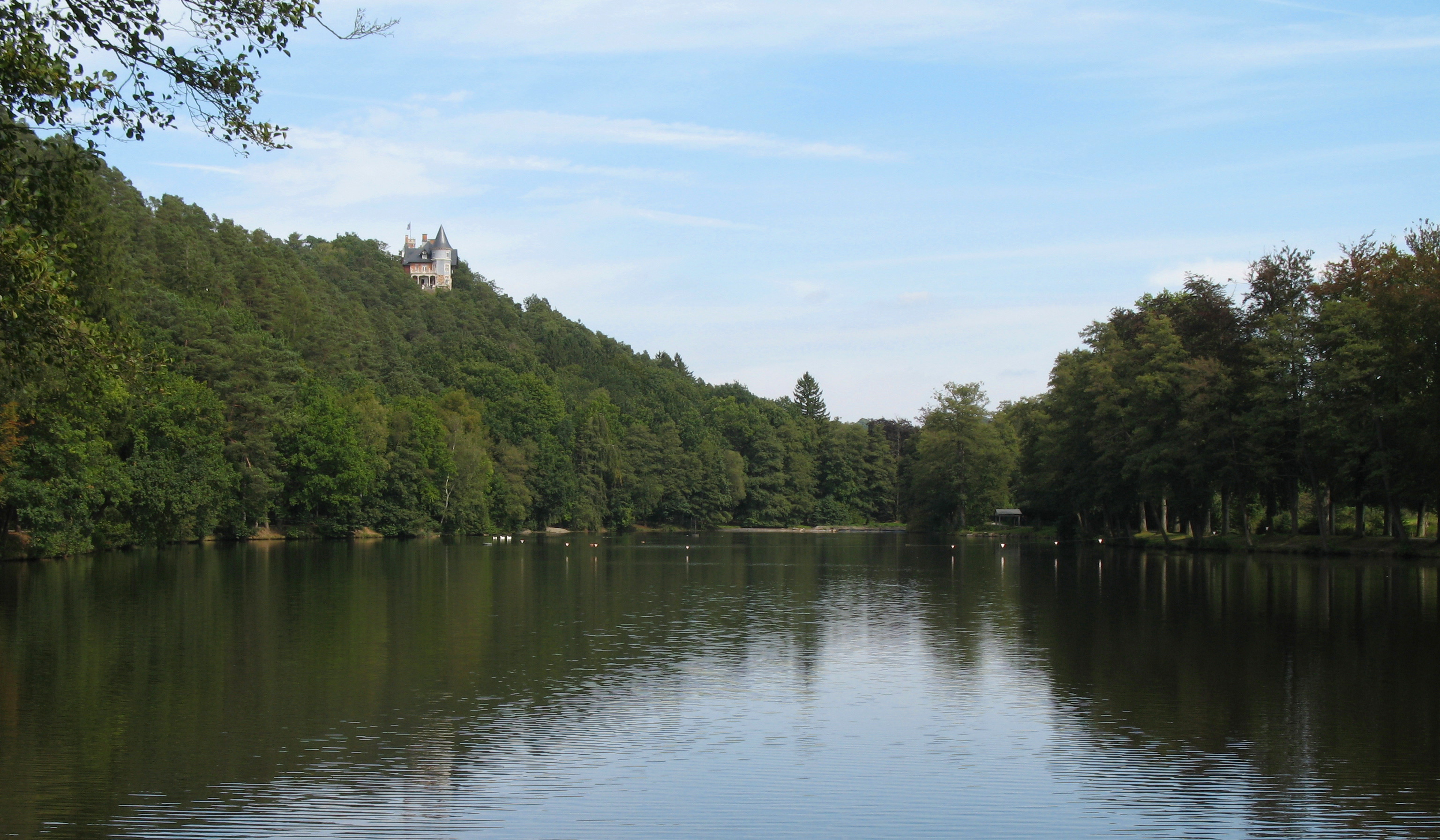
Lac de Warfaaz.

##### Lac de Warfaaz
Le lac de Warfaaz a une superficie de 6 ha. Sa capacité est de 360 000 m3 et sa profondeur varie de 1,50 m à 8,50 m. Il est le résultat de la construction du barrage du Wayai en 1892 en vue de contrôler le débit de la rivière et d’éviter de nouvelles inondations.

### Culture

#### Musées
Spa abrite six musées sur le territoire de sa commune.

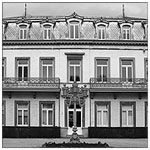
Musée de la Ville d'Eaux, Spa.

Le Musée de la ville d'eaux (77, avenue Reine Astrid) se situe dans la Villa royale Marie-Henriette (XIXe siècle), hôtel que la reine des Belges a occupé de 1894 à sa mort en 1902. Il présente une collection de dessins, peintures, gravures et objets divers évoquant l’histoire de la ville d’eaux et celle de ses bobelins du XVIe siècle à nos jours. Les Jolités de Spa ou célèbres bois de Spa qui ont contribué à la renommée européenne de la ville ainsi qu’une collection de bouteilles anciennes d’eaux de Spa y sont également offertes au regard du visiteur.
Le musée du Cheval, situé dans les remises et écuries de la Villa Marie-Henriette, ouvert depuis 1973, présente une riche collection d’objets équestres et hippiques du XIXe siècle, des illustrations inédites, etc. C’est à Spa que se déroulèrent les premières courses hippiques en Belgique, dès 1773 et le premier hippodrome en 1822.
Le musée de la Forêt et des Eaux « Pierre Noé » est installé dans l’ancienne ferme de Berinzenne dont les origines remontent au XVIIe siècle. Il offre un aperçu global de l'écosystème forestier et de sa gestion. Il fait partie du domaine de Berinzenne qui comprend un centre d’Éducation relative à l’Environnement (CRIE) dont une des spécialités est l’eau.
Le musée de la Lessive (10, rue Hanster) évoque les conditions de vie des nombreuses lavandières et blanchisseuses de la ville d’eaux, l’histoire de la Lessive.
Le Musée du régiment d'élite des 12/13e de Ligne (basé à Spa). Il est situé sur le site du quartier Lieutenant Général Baron Jacques de Dixmude (1, avenue du Prince Léopold). Il retrace l’histoire du régiment de la révolution belge de 1830 à nos jours.
Le Musée de Spa Monopole (Rue Auguste Laporte, 34) se trouve dans l'usine de production de l'eau de Spa et de ses dérivés. Une galerie vitrée permet aussi de découvrir les infrastructures industrielles.

#### Festivals
Les Francofolies de Spa, créées en 1994 à l'instar des Francofolies de La Rochelle et à la suite du festival de la chanson française initié à Spa dans les années 1970, ont réuni plus de 175 000 festivaliers en juillet 2010. D'un début modeste, à l'initiative prémonitoire du chanteur compositeur Verviétois, Pierre Rapsat, les Francofolies de Spa sont devenues au fil des années une véritable entreprise générant plusieurs emplois permanents, nombre d'emplois à durée déterminée autant que du volontariat des habitants de la région durant la période du festival. Les Francofolies de Spa, ce sont plus de 250 concerts sur cinq jours.
Le festival annuel du théâtre de Spa, créé en 1959, regroupe chaque mois d'août près de 15 000 spectateurs pour une quarantaine de pièces. L’Automne musical de Spa, festival de musique classique, créé en 1985, se déroule également annuellement. 

#### Culte

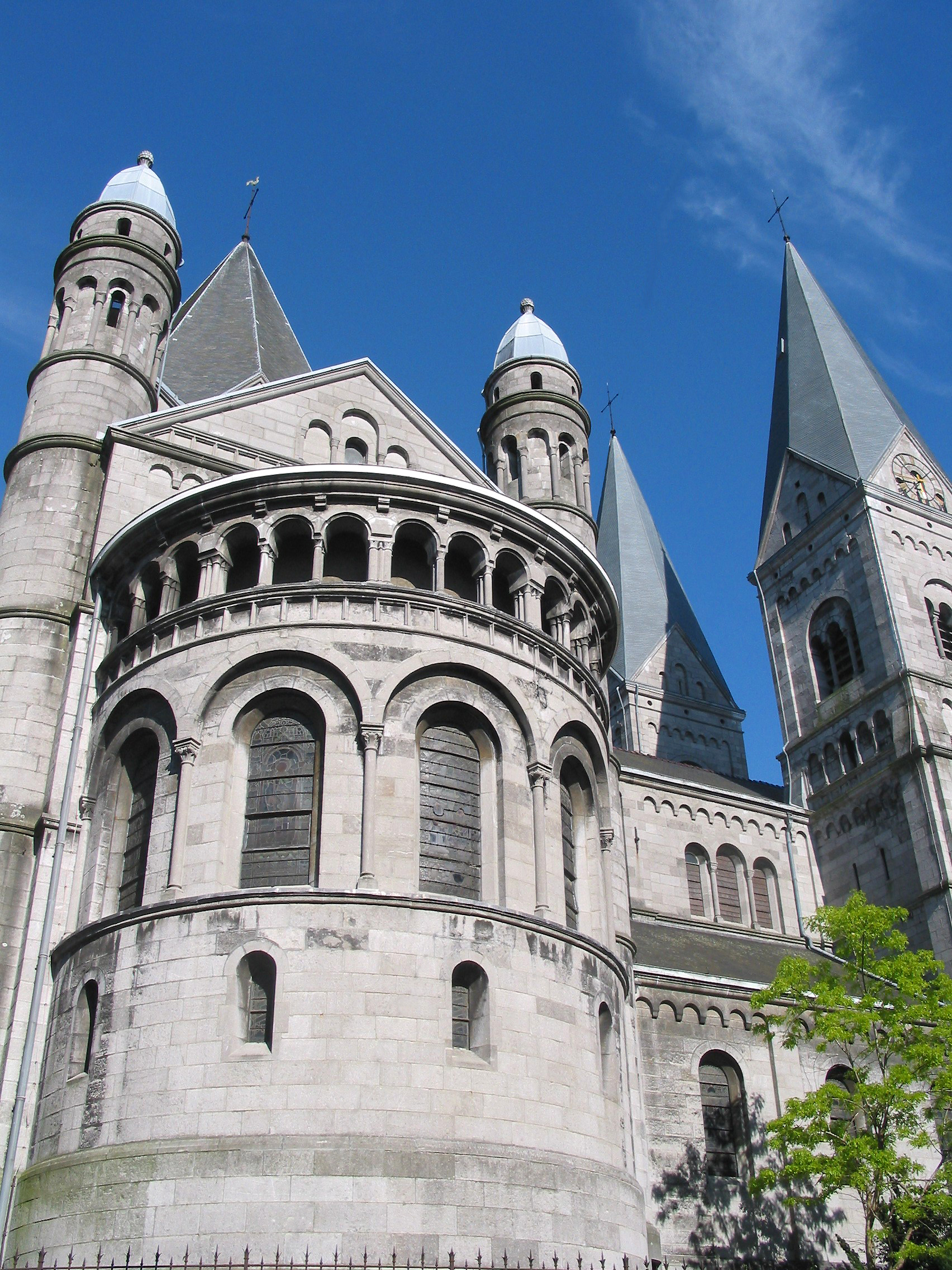
Église Notre-Dame et Saint-Remacle, rue Xhrouet, Spa.

Historiquement, Spa a connu la coexistence de lieux de cultes différents. Les bobelins qui y effectuaient des séjours d'une certaine durée trouvaient ainsi un lieu correspondant à leur foi. On retiendra outre le culte catholique, l'église évangélique (1876) l’église anglicane (1876-disparue), le temple antoiniste (1931), ou la synagogue (disparue). 
Église catholique romaine. Les fidèles de la paroisse sont accueillis à l'église décanale Notre-Dame et Saint Remacle, rue Xhrouet, 4, où se tient un office quotidien. Les églises Saint Joseph de Creppe, Saint André de Winamplanche, la chapelle Sainte-Thérèse de Spa et la chapelle des pères Servites de Marie, rue Adolphe Bastin, célèbrent également les offices. L'Unité pastorale Notre-Dame des Sources anime le doyenné de Spa. Une bénédiction de la forêt a lieu chaque mois de juin.
L'actuel cimetière de Spa, à Spaloumont, date de 1841.
Outre les lieux de culte mentionnés ci-dessus, Spa abrite également une Loge maçonnique et une salle du royaume des Témoins de Jéhovah.

## Enseignement
En 1732, François de Sclessin, échevin du bourg, légua ses biens et rentes en faveur d'une Fondation qui eut pour objet l'établissement d'un enseignement gratuit pour tous. En 1842, la première école de musique de Spa est créée. Suit, la première école de dessins en 1868.
Aujourd'hui, deux écoles maternelles et deux écoles primaires dispensent l'enseignement fondamental à Spa. L'enseignement secondaire est assuré par un athénée d'enseignement général, deux instituts d’enseignement technique et professionnel, un institut d’enseignement spécial et deux internats. Tous ces établissements relèvent de la Communauté française de Belgique dont le siège est à Bruxelles.
En 2005, en bordure du circuit de Spa-Francorchamps, s'est ouvert le Campus Automobile Spa-Francorchamps, un centre de formation professionnel actif dans les métiers de l'industrie automobile, des sports moteurs et de l'électromécanique.

## Économie
L’essentiel de l’économie spadoise est centrée, fidèle à elle-même depuis le XVIe siècle sur le tourisme sur la production et commercialisation depuis 1583 de ses eaux minérales aux vertus reconnues[Par qui ?]. 
D'un point de vue global, selon la Direction générale Statistique et information économique du Service public fédéral belge, le nombre d’« entreprises actives » à Spa sur la décennie 1998-2008 est resté relativement stable avec près de 600 d'entre elles. On a constaté cependant une baisse de ce nombre de 1998 à 2002 et une reprise ensuite. Le taux de chômage spadois était de 20,85 % en 2006, supérieur de 5 % à sa région de Verviers avec 15,7 % et de 4 % à la moyenne wallonne de 16,8 % en 2008. Au niveau de l'immobilier entre 2000 et 2005 le prix, des « villas, bungalows et maisons de campagne » ont diminué de 34 %, par contre celui des maisons d'habitation a augmenté de 52 %, celui des appartements de 41 % et celui des « surfaces commerciales » de 26,6 %.

### Tourisme et commerce

#### Tourisme
Le secteur Horeca à Spa en 2007 se répartit entre 16 hôtels de différentes catégories, un centre de vacances familial, une trentaine de chambres d’hôtes, une dizaine de gîtes ou meublés de vacances ou de tourisme, un camping, 45 restaurants et 15 cafés, bars, brasseries.

#### Commerce
L'activité commerciale forte de quelque 200 commerces se concentre dans le centre-ville autour des places Verte, du Monument et Pierre-le-Grand. Le marché hebdomadaire de Spa, créé en 1979, rues Servais et Schaltin, compte 50 à 70 exposants tous les mardis matin. Une Foire aux Noix se tient chaque mois de novembre dans le centre-ville et réunit 200 exposants.

### Industrie

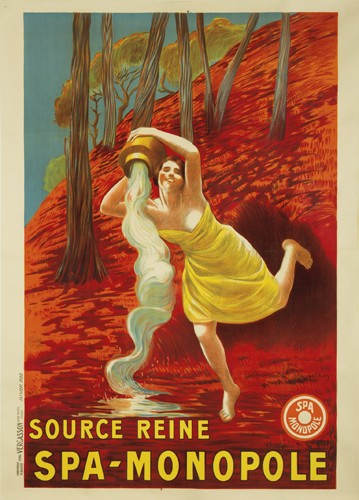
Source Reine Spa-Monopole, affiche publicitaire de 1922, créée par Leonetto Cappiello.

Spa-Monopole produit et commercialise les eaux de trois sources de Spa ainsi que d’autres produits à base d’eau minérale de Spa tels que des limonades gazeuses et non gazeuses. Les trois sources sont celles de Spa Reine, son produit phare, ainsi que Spa Barissart et Spa Marie-Henriette. Quatorze lignes de production permettent une variété de conditionnement. En 2004, Spa-Monopole occupait 576 personnes, produisait environ 500 millions de litres et exportait en Europe comme dans une vingtaine d’autres pays. Spa-Monopole domine le marché des eaux minérales dans le Benelux.
Aujourd’hui, Spa-Monopole s’est élargi et fait partie du groupe européen Spadel.

### Casino

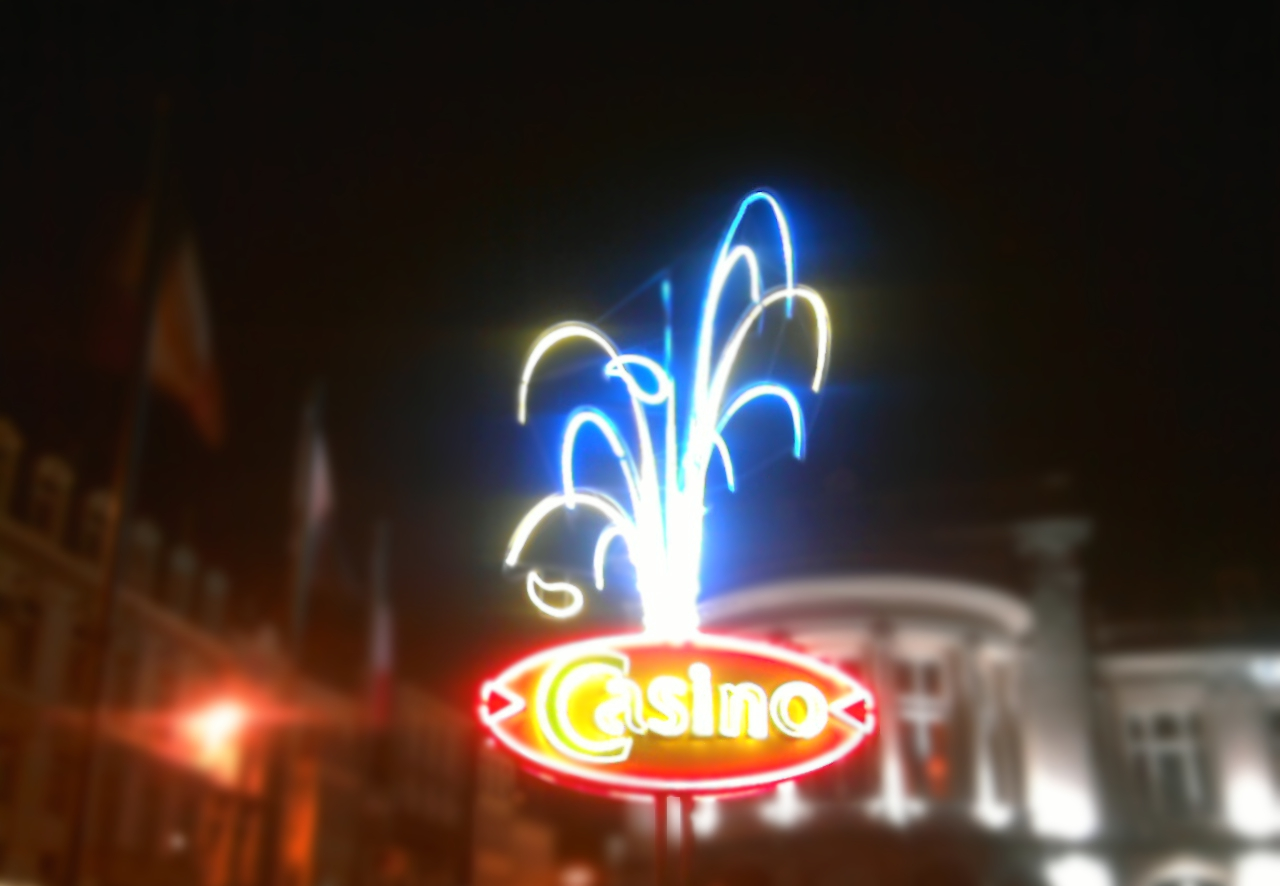
Enseigne lumineuse devant le Casino de Spa.

L’actuel casino de Spa, au sens de salles de jeux, est l’héritier du plus vieux casino au monde avec la Redoute, créé à Spa en 1763. Il est géré depuis février 2004 par le groupe Circus Belgium s.a..
On y trouve différents jeux : roulette anglaise, Black Jack, Stud Poker, Cash Games et machines à sous. Le casino accueille le championnat de Belgique de poker. 

### Centres linguistiques internationaux
La protection des eaux de Spa a favorisé l'implantation d'entreprises non polluantes, de sociétés dites de services. Parmi celles-ci, les écoles de langues. Il y a, à Spa, deux centres linguistiques réputés: Ceran et DialoguE.

### Thermes
Le thermalisme à Spa comme axe de développement économique date de 1868 avec l’inauguration des Bains de Spa, Fin 2006, un nouveau centre de thermalisme s’est ouvert, et l’a remplacé, sur la colline d’Annette et Lubin.

### Sports mécaniques
Outre un aérodrome voué à l'aviation de tourisme et aux sports du ciel (parachutisme notamment), Spa peut se targuer de la présence, à sa porte, du circuit automobile de Spa-Francorchamps.

### Média et communication

#### DuXIVeauXVIIIesiècle
Au XVIIIe siècle, Spa s’est fait remarquer par ses supports de communication innovants. La Liste des seigneurs et des dames offrant dès 1751 aux bobelins de l’Europe séjournant à Spa reconnaissance et prestige était aussi tout à la fois un outil de promotion internationale de Spa elle-même et une gazette locale jusqu’à la veille de la Deuxième Guerre mondiale. Cette publication peut être considérée comme le premier des journaux de Spa en saison, juin à octobre, pour ses hôtes et pour elle-même.
Les Amusemens des eaux de Spa, genre littéraire nouveau, innovant, présentait, en 1734, à l’Europe tout ce que la ville pouvait offrir d’unique au point que le succès international de la première édition conduit à deux autres : Les Nouveaux Amusements de Spa en 1763 et 1782. On en retrouva notamment des exemplaires dans les bibliothèques de la reine Marie-Antoinette comme de l’empereur Napoléon.
Le conte moral Annette et Lubinde Jean-François Marmontel en 1761 donnera un élan européen supplémentaire à Spa. Sans que, jusqu’à aujourd’hui, les historiens ne se soient mis d’accord sur l’origine de ce conte, fondé sur l’histoire vraie d’un couple de pauvres manants de cette époque, Annette et Lubin de Spa ont bel et bien existé et fait la curiosité de l’Europe en séjour à Spa. Le conte d’Annette et Lubin connut un succès de scène (opéra, théâtre, ballet) et de librairie (une vingtaine de rééditions et sa traduction en anglais, danois, néerlandais, italien, espagnol, hongrois) remarquables.

#### XXeetXXIesiècles

##### Presse écrite
Spa dispose d'une gazette locale mensuelle, nommée Réalités, publiée depuis 1982 par une association sans but lucratif. Elle a pour objectif de faire connaître la vie de Spa sous ses aspects historiques, sociaux, patrimoniaux, etc. Elle compte 1250 abonnés et est aussi proposée localement en librairie.  
Des quotidiens régionaux comme La Meuse (groupe Sud Presse) ou Le Jour Verviers (groupe Vers l’Avenir) relaient l’actualité locale communale de Spa. 
Le festival annuel des Francofolies de Spa édite durant cinq jours son propre quotidien événementiel et publicitaire, le Francoscoop.
Nature et Privilège est un magazine gratuit financé par la publicité publié depuis 2005 tous les trois mois à 22000 exemplaires et distribué en toutes-boîtes dans les communes de Spa, Theux et Jalhay, ainsi que dans les offices du tourisme, commerces, hôtels, etc. de la région. Il propose un agenda des activités dans la région, la présentation d’artistes, artisans ou sportifs de la région, la promotion d’événements, etc.
Histoire et Archéologie spadoises est un bulletin trimestriel édité par le Musée de la ville d'eaux, consacré au passé de Spa. (Réf: ASBL Histoire et Archéologie spadoises. Musée de la ville d'eaux-Villa Royale Marie-Henriette.)

##### Radio
La bande FM à Spa offre une quarantaine de stations de radio, publiques et privées commerciales, régionales, nationales et internationales. Spa n’a pas de radio locale spécifique à sa commune. 

##### Télévision
Comme toute la Belgique, Spa est câblée et reçoit une quarantaine de chaînes publiques et commerciales privées, principalement européennes. La télévision régionale Télévesdre, basée à Verviers, diffuse quotidiennement, dans 16 communes de l’arrondissement de Verviers dont Spa, en boucle, un journal local quotidien d’information, une émission d’actualité le week-end et quelques autres émissions reprises d’autres chaînes. 

##### Téléphonie
Spa est couverte par les trois réseaux belges de téléphonie mobile, Proximus, Mobistar et Base. En téléphonie fixe, Spa fait partie de la zone téléphonique dont le code préfixe est le 087. L’opérateur historique est Belgacom mais d’autres opérateurs y offrent également leurs services.

### Transport

#### DuXIVeauXXesiècle

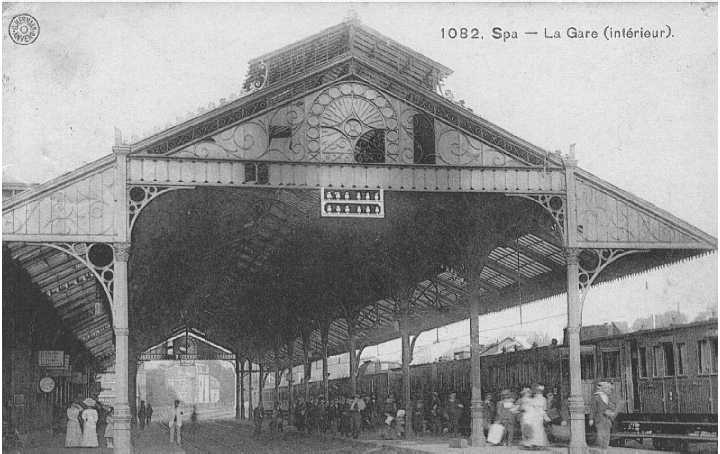
Gare de Spa vers 1900.

À Spa, l’industrie sidérurgique a précédé l’exploitation des eaux minérales. C’est le commerce sidérurgique du XIVe siècle qui développa les voies de communication. 
Au XVIIIe siècle, les bobelins amenèrent les plus beaux équipages européens à Spa. Intra-muros, ces mêmes bobelins se déplaçaient notamment en chaise à porteurs. 
Au XIXe siècle, l'arrivée du chemin de fer à Spa en 1856, révolutionna l'accès à la ville d’eaux qui ouvrira ses Bains en 1862. La ligne Verviers-Spa fut la première à être réalisée. La ligne Spa-Luxembourg suivra en 1863. Cette dernière est aujourd'hui démontée. Elle rejoignait Spa-Géronstère à Stavelot, 44 A, puis via la ligne 45, hors-service, Trois-Ponts et ensuite la ligne 42, vers Luxembourg.
Au XXe siècle, Spa vit en 1907, la création de sa ligne de tramway. Le développement d’installations hôtelières de luxe sur la colline de Balmoral, à trois kilomètres du centre-ville, fut à l’origine du projet. La ligne Spa (gare)-Balmoral fut prolongée jusqu’à Heusy en 1911 puis à Verviers, à quinze kilomètres, en 1912. En 1930, elle sera reliée directement à la gare centrale de Verviers. En 1942, le trajet Verviers-Spa durait une heure et dix minutes. La concurrence de la voiture obligea la ligne à fermer le 30 juin 1952. La liaison Verviers-Spa fut dès lors assurée par des autobus.

#### AuXXIesiècle

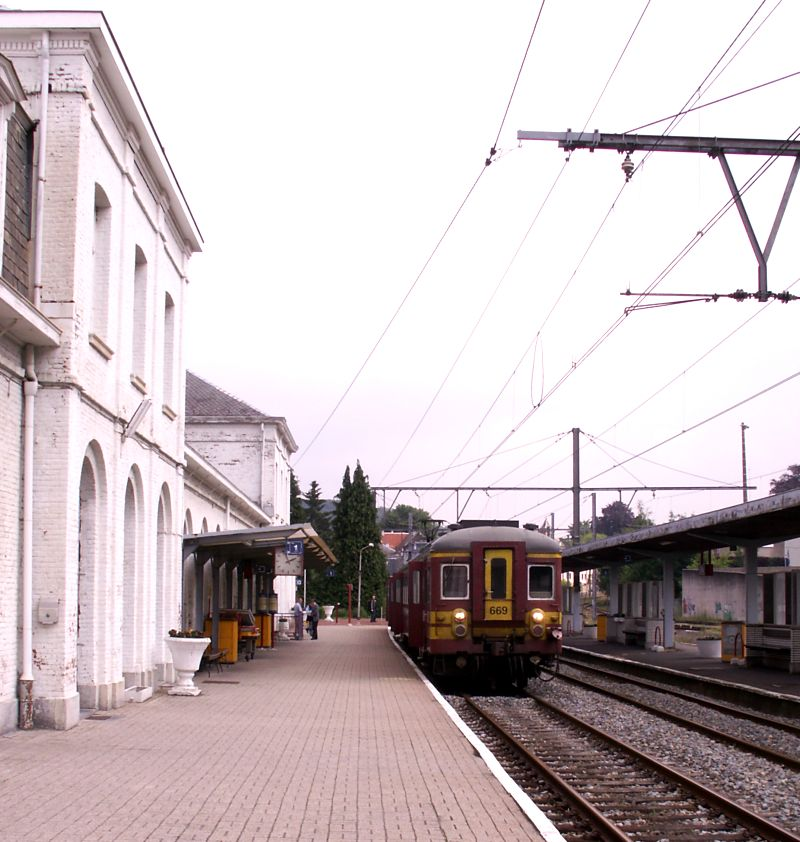
Gare de Spa en 2007.

La commune est accessible depuis les autoroutes E42/A27 à sept kilomètres au nord-est à hauteur de Tiège, sortie 8 et E25/A26 à treize kilomètres à l’ouest à hauteur de Remouchamps, sortie 45. 
Spa possède deux gares ferroviaires sur son territoire, Spa et Spa Géronstère, reliées par le pont ferroviaire de Spa et desservies par la ligne 44 de la SNCB qui relie les dix-sept kilomètres qui séparent Verviers de Spa. Les gares de Spa sont desservies à raison d’un train omnibus par heure. 
La ville est également desservie par cinq lignes de bus des TEC Liège-Verviers. La ligne 488 assure le service urbain de Spa. Les lignes 388 et 295 relient Verviers à Spa, l’une en passant par Theux, l’autre par Polleur, Tiège et Sart. La ligne 399 relie Roanne à Spa et la ligne 62, Aywaille à Spa en passant par Banneux et Theux. Un petit train touristique assure en saison estivale une rotation entre les centres d’intérêts de la ville au départ du Casino. Un funiculaire relie le centre-ville aux Thermes de Spa.
L'Aérodrome de Spa-La Sauvenière est essentiellement dévolu à l'aviation de tourisme et au parachutisme.

## Sources et thermalisme

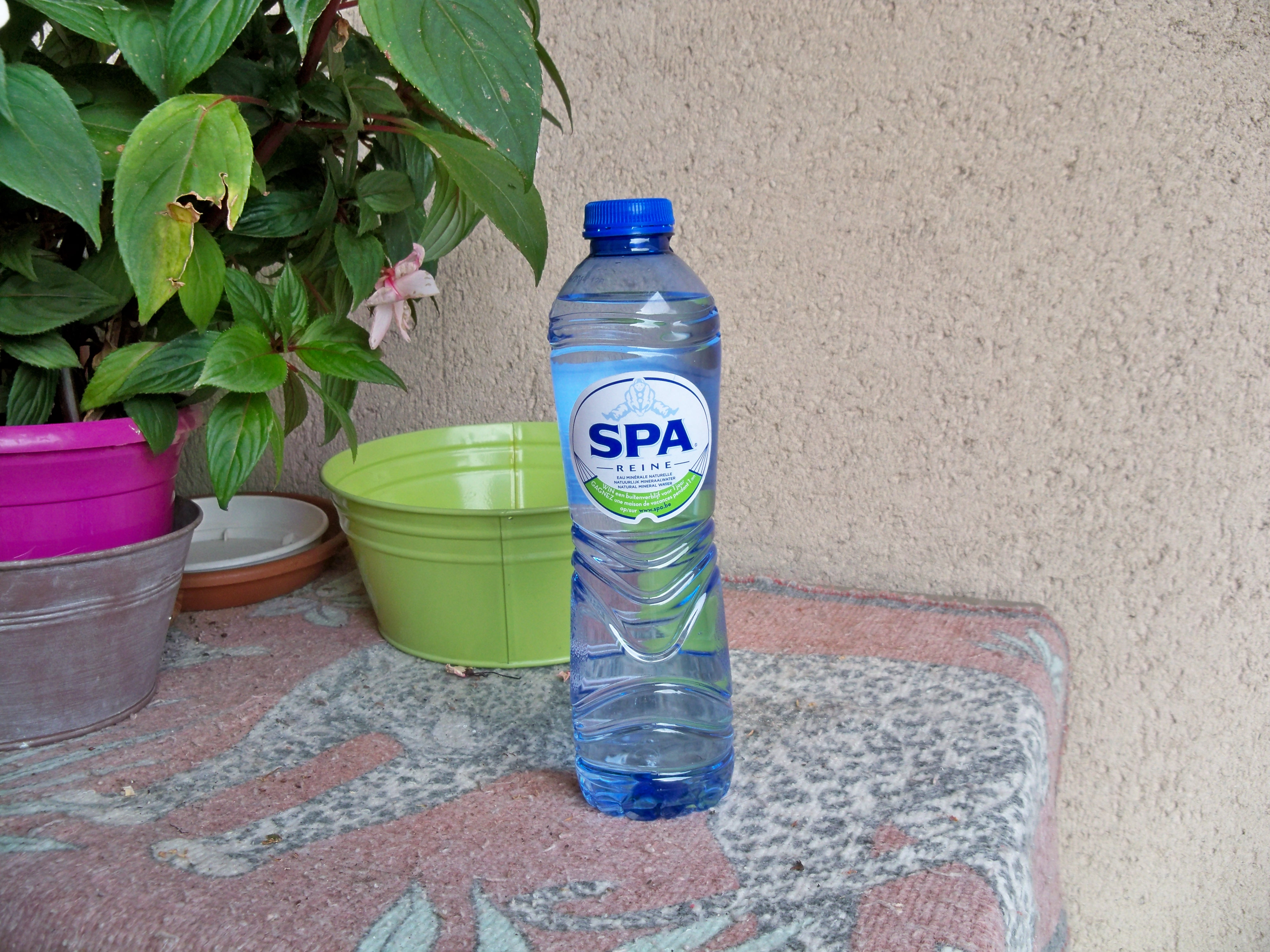
Bouteille d'eau minérale de Spa.

C'est au XVIe siècle que l'on peut situer le développement de l'attrait de Spa pour ses sources d’eaux minérales de boisson thérapeutiques. Des quelques bobelins s'y rendant en cure à la fin de la Renaissance au Café de l’Europe du XVIIIe siècle, ce sont toujours ces eaux de boisson qui ont fait la première renommée internationale de Spa. Parmi les plus prisées, citons celles des sources de la Sauvenière, de la Géronstère, du Tonnelet.
Aujourd'hui toujours, une vingtaine de sources aux vertus différentes coulent à Spa dans le centre-ville comme dans les forêts avoisinantes. Dès le XVIe siècle cependant, Spa a exporté ses mêmes eaux de boisson et Spa Monopole, faisant partie du groupe Spadel, poursuit cette activité avec un succès certain au XXIe siècle, exploitant trois sources aux caractéristiques différentes : de la Reine, de Barisart et Marie-Henriette.
Les Bains de Spa sortent de terre en 1863. Des bains de boue à ceux d'eaux minérales en passant par des cures d’eaux de boisson de ses sources et de la détente ; le thermalisme de Spa était né.
Au XXIe siècle, les nouveaux Thermes de Spa comprennent des bassins intérieurs et extérieurs à 32 °C sur 800 m2, des saunas, des hammams ainsi qu'un espace bien-être et beauté proposant des soins esthétiques, des massages et de la balnéothérapie. Spa constitue avec Chaudfontaine depuis 1955, la Fédération thermale de Belgique.
En 2009, la Ville de Spa s'est associée avec Vichy (F), Bath (GB), Acqui Terme (I), Salsomaggiore Terme (I) et Orense (E) pour créer l'Association européenne des villes thermales historiques (EHTTA). Le Conseil de l’Europe a attribué àSpa le label d’itinéraire culturel européen, le 1er juin 2010. Avec les villes thermales de Vichy, Bath (GB), Acqui Terme et Salsomaggiore (I) et Ourense (E), la ville de Spa fait partie de l'Itinéraire européen des villes thermales historiques reconnu au même titre que celui des Chemins de St Jacques de Compostelle.
Une rose baptisée 'Souvenir de Spa' est consacrée à la ville thermale en 1873 par le rosiériste français Gautreau.

## Parcs et espaces verts
Les bois et forêts sur le territoire communal représentent aujourd'hui 60 % de sa surface. Depuis le XVIe siècle, des promenades ont été réalisées pour se rendre depuis le bourg aux différentes sources de Spa. Les XVIIe et XVIIIe siècles ont vu les premiers parcs de Spa. Le jardin du couvent des capucins dessiné à la française et, chose unique pour cet ordre, ouvert aussi aux dames a malheureusement disparu à la suite de la révolution liégeoise. La « promenade » des Sept Heures, au centre de Spa, créée en 1756, est aujourd'hui aménagée en parc et classée. Son pendant, la « promenade » des Quatre Heures, du XVIIIe siècle n'a pas, lui, résisté à la croissance urbaine. De nombreuses autres promenades créées dans les bois et forêts de Spa lors de ce dernier siècle et du XIXe siècle, font toujours la joie du promeneur. Le XXe siècle a vu pour sa part le développement d'un arboretum et de la promenade du lac de Warfaaz créé par le barrage du Wayai. Des guides offrent toute l’année des promenades et randonnées commentées.

### Parc de Sept Heures
À l'origine, le lieu faisait place à quelques prairies traversées par le Wayai. C'est en 1756 que l’on décida d'y aménager une promenade publique, celle de Sept Heures, de même qu’on aménagea celle de Quatre Heures, aujourd’hui disparue, en référence à l’heure à laquelle les bobelins s’y retrouvaient pour se promener.
Le parc de Sept Heures, modifié au cours des siècles, fut classé en 1977. Il est traversé par deux contre-allées plantées de charmes, de tilleuls et d'ormes de belle ampleur encadrant son allée centrale. Le parc a une superficie de 1,5 ha. Il abrite des constructions du XIXe siècle témoignant du goût éclectique de l’époque : la galerie Léopold II, tout de fer et de verre ainsi que le pavillon Reine Marie-Henriette et celui des Petits Jeux, aujourd’hui brasserie de la Bobeline. La galerie est reprise sur la liste du patrimoine exceptionnel de la Région wallonne. 
Différents monuments plus récents parsèment aussi le parc : celui de l'Armistice, celui du compositeur d’opéra Giacomo Meyerbeer (œuvre de Charles Gir), celui de Jean Dardenne, le monument Gridelet, la pierre de l'Association des Coloniaux, la stèle du 1er régiment des Lanciers, le monument aux Fondateurs des Promenades, et enfin, à la sortie du parc, le monument du Maréchal Foch.

### Parc du Domaine de Berinzenne
Le parc du Domaine de Bérinzenne comprend une allée de tilleuls qui mène au Musée de la Nature et des Eaux « Pierre Noé » Il est connu pour son orme pluriséculaire. Le parc possède un étang habité par des carpes. Ce plan d’eau est bordé d’iris jaunes et des nénuphars roses flottent à sa surface.

### Arboretum
Les origines de l'arboretum de Tahanfagne se situent en 1898 dans le lieu-dit « Dans le Sart », en forêt domaniale au nord de Spa. Il était doté de plantations à objectif expérimental et de collection, aujourd'hui disparues. Bien que son état actuel remonte à 1932, les plantations que l'on y observe de nos jours sont le plus souvent postérieures à cette date. Il réunit certaines espèces caractéristiques d’une même région. Sa superficie est de 9 ha 64 à une altitude de 450 m. 

### Pré-RAVeL
La commune, mettra en chantier un Pré-RAVeL courant 2008 sur le tracé de la ligne de chemin de fer 44 A, aujourd’hui démontée, qui reliait la gare de Spa-Géronstère à Stavelot.

### «Pays des sources»
Dans un cadre plus large, le « Pays des sources », regroupant aussi les communes voisines de Jalhay, Theux, Stavelot et Trois-Ponts, propose une carte Nord reprenant 72 promenades et une carte Sud en reprenant 31. De plus, il faut citer également les sentiers de grandes randonnées (GR) qui passent par Spa : les GR 5, 15 et 573.

## Sport
L'infrastructure sportive à Spa couvre une palette quasi complète de sports.
- Le centre sportif de La Fraineuse, avenue Amédée Hesse, 41, dispose d’installations sportives complètes dans un cadre de verdure25 hectares. Il est ouvert toute l’année aux groupes uniquement et comprend le Château de la Fraineuse. Il accueille les clubs, ligues et fédérations sportives, propose des stages sportifs de vacances, des journées sportives scolaires, des mi-temps pédagogiques et sportifs. Il comprend notamment un terrain synthétique (football ou hockey) deux terrains de football, une piste d'athlétisme, trois terrains synthétique de tennis, une aire de tir à l'arc, un plateau d'entraînement, un mur d'escalade, un parcours aventure, un étang avec possibilité d'initiation au kayak. En intérieur, des salles adaptées à la pratique du volley-ball, du basket-ball, du handball ou du badminton.
- La piscine communale comprend une piscine olympique extérieure de 50 mètres, une piscine pour enfant et 8 000 m2 de pelouse, une piscine couverte de 25 mètres avec un bassin pour enfant.
- Trois manèges proposent la pratique et l’apprentissage de l'équitation. Le centre équestre des sources de Spa, avenue André Guillaume, 64, est un centre d’élevage et d’éducation de chevaux de sport et de loisir. Le cercle équestre La Ferme de Transvaal, chemin de la Herde, 37, propose l’équitation à la portée de tous et dispose d’un poney club. Le Manège de Mambaye, route de Barissart, 291, est uniquement accessible aux groupes organisés de 25 à 50 élèves.

- Le Royal Golf Club des Fagnes, fut construit dans les années 1920 par le célèbre architecte Tom Simpson. Le terrain est de 6 040 m2 pour un par de 72.
- L’ aérodrome de Spa-La Sauvenière est essentiellement dévolu à l’aviation de tourisme et au parachutisme. Des écoles et initiation au parachutisme et pilotage d’avion et hélicoptère y sont implantées.
- Neuf randonnées VTT balisées à travers Spa et Theux sont proposées. Les 24 heures et les 6 heures VTT de Spa] se tiennent annuellement au mois de septembre depuis 2001. Des épreuves sportives internationales de VTT cross-country et trial sont régulièrement organisées à Spa.

- Les Thermes de Spa possèdent 800 m2 de bassins intérieurs et extérieurs alimentés par les eaux de la source Clémentine.
- Le sport aventure à Spa et sa région est proposé individuellement ou en groupe par quatre sociétés spécialisées ; quads, paint-ball, tir à l'arc, dropage, escalade, karting, rafting, spéléologie, etc.
- En hiver, par temps d’enneigement suffisant, la piste de ski alpin du Thier des Rexhons, 800 mètres de long et 35 mètres de dénivelé et des circuits de ski de fond de trois, quatre et dix kilomètres sont proposés. Depuis 1998, une patinoire de glace naturelle de 350 m2 est installée de début décembre à début janvier sous la galerie Léopold II.
- Le Royal Tennis Club de Spa, équipé de huit terrains extérieurs.
- Le Spa Football Club, matricule 60, trouve son origine en 1897.
- Le Royal Cercle Athlétique de Spa, matricule 03, fondé en 1902, compte en 2008, 420 athlètes et est un des principaux clubs de Région wallonne. Il est aussi l’organisateur des « Crêtes de Spa » ; course à pied de cinq, huit ou vingt et un kilomètres comportant d’importants dénivelés et qui connu sa 44e édition le 27 avril 2022.

## Patrimoine
L'UNESCO a inscrit Spa le 24 juillet 2021 au patrimoine mondial dans la série « Grandes villes d'eaux d'Europe » (en anglais : Great spas of Europe).

## Accidents
- 22 juillet 1807 : Un incendie affecte les deux tiers de la ville, notamment le centre
- 22 mars 2017 : Le Golf Hôtel est incendié sur les hauteurs de Spa, à Balmoral[40].

## Personnalités liées à la ville
- Édouard Delvaux, peintre romantique, directeur de l’École de dessin de Spa, ville où il mourut.
- Dieudonné Jacobs, peintre impressionniste.
- Georges Krins (1889-1912), premier violon à bord du Titanic.
- Pierre Gaspar (1891-1938), Docteur en médecine, Directeur de l'Oeuvre de l'Enfance de Spa. Une rue y porte son nom.
- Hercule Poirot, personnage de fiction d'Agatha Christie, réputé né à Spa.
- Jean Eglé Edouard Pouchin (1812-1883), lieutenant-général belge y est décédé.
- Jean-Pierre Talbot, enseignant, écrivain et acteur belge
- Familles importantes de Spa :
  - Famille Nicolas de Spa, dit Collin Bredar ;
  - Famille Dagly ;
  - Famille Leloup ;
  - Famille Xhrouet ;
  - Famille de Leau.

### Articles connexes

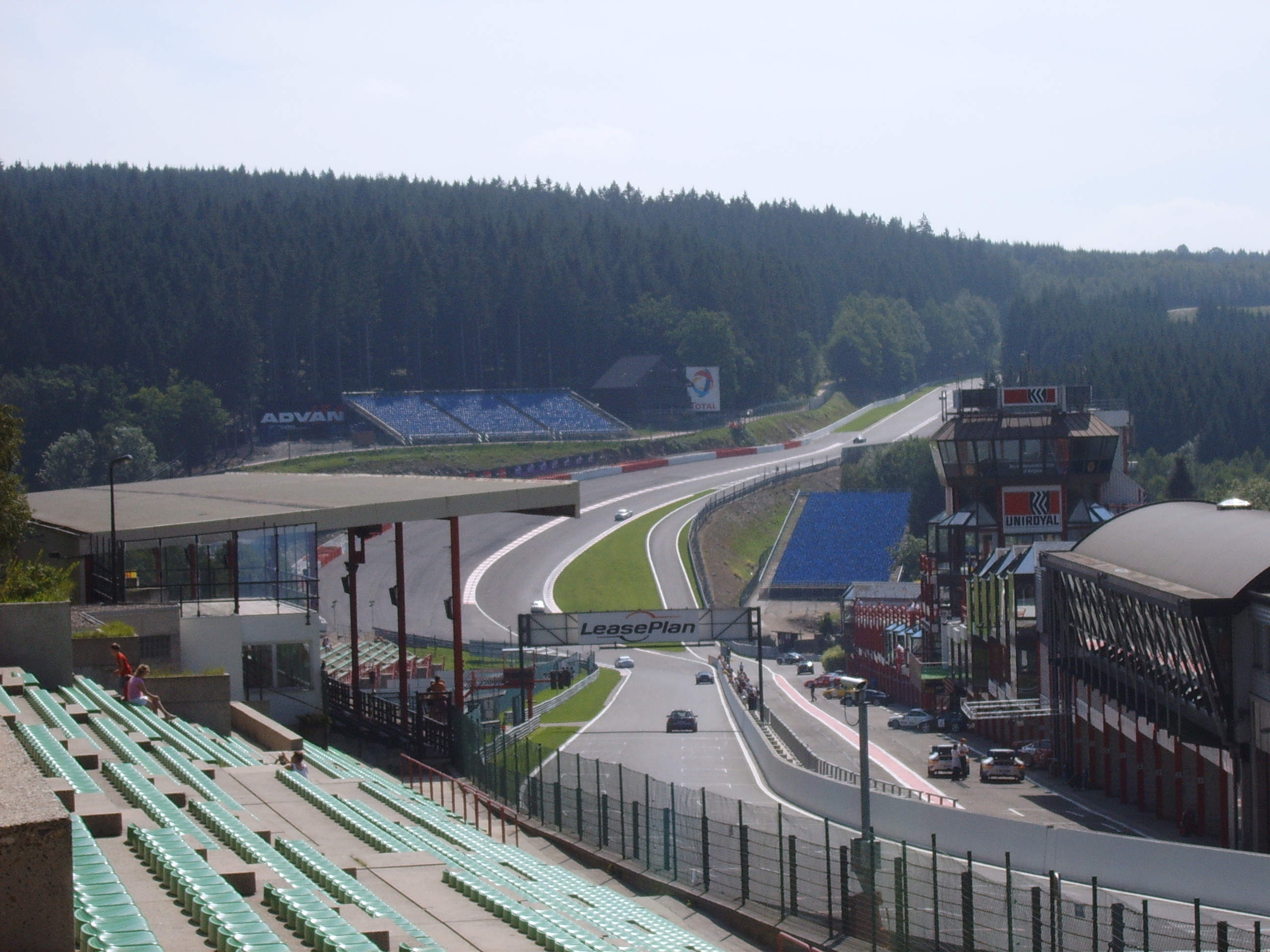
Circuit de Spa-Francorchamps.